# يناير 2006

## الثلاثاء31 يناير2006
فوز غينيا على تونس بثلاثة أهداف مقابل لا شيء في آخر لقاءات المجموعة الثالثة في الإسكندرية في بطولة أمم إفريقيا لكرة القدم. كما فازت زامبيا على جنوب إفريقيا بهدف مقابل لا شيء. وبذلك تصدرت غينيا المجموعة الثالثة بتسع نقاط تلتها تونس في المركز الثاني بست نقاط.

### إيران ترفض إحالة ملفها النووي لمجلس الأمن
رفضت إيران الاتفاق الذي توصلت إليه بلندن الدول الخمس دائمة العضوية بمجلس الأمن بالإضافة إلى ألمانيا حيث اتفقوا على إحالة الملف النووي لايران للمجلس بعد تأجيل اتخاذ أي عمل إلى ما بعد اجتماع الوكالة الدولية للطاقة الذرية المقبل في مارس بإحالة ملفها النووي إلى المجلس مع الانتظار إلى مارس قبل اتخاذ أي عمل. وقال رئيس هيئة الطاقة الذرية الإيرانية إنه لا توجد أسس قانونية للاقدام على مثل هذه الخطوة. وكان الرئيس الأمريكي جورج بوش قد قال ان الولايات المتحدة وحلفاءها سوف يواصلون سعيهم لتشكيل جبهة موحدة ضد البرنامج النووي الايرانئ وصرح المتحدث باسم الحكومة الإيرانية غلام حسين إلهام أن بلاده كانت متمسكة على الدوام بحقها في تخصيب اليورانيوم فوق أرضها، إلا أنها باتت الآن مستعدة للتفاوض مع روسيا للتوصل إلى اتفاق بخصوص «المقترح الروسي».

### رغم الاتصالات السرية بين واشنطن وحماس..عنان يطالبها بالاعتراف بإسرائيل كشرط للمساعدات

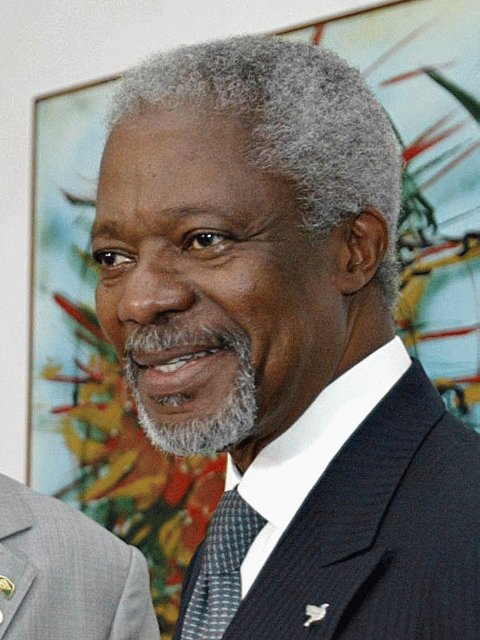
كوفي عنان

متحدثا باسم اللجنة الرباعية المسؤولة عن السلام في الشرق الأوسط، التي تضم الولايات المتحدة والاتحاد الأوروبي وروسيا والأمم المتحدة قال الامين العام للامم المتحدة كوفي عنان أن المساعدات المستقبلية للسلطة الفلسطينية ستتوقف على التزام الحكومة بالسلام والاعتراف بإسرائيل. وقال عنان، إنه يتحتم على أي حكومة فلسطينية جديدة القبول بالاتفاقيات السابقة، بما فيها مشروع «خريطة الطريق» للسلام. ورفضت حماس بالفعل الشروط التي حددها ممثلو اللجنة الرباعية. وقالت الحركة إن إسرائيل هي التي يجب أن تغير مسلكها بإنهاء ما وصفته بالاحتلال والعدوان. وقال مسؤول العلاقات الخارجية والأمنية بالاتحاد الأوروبي خافيير سولانا في مؤتمر صحفي عقب الاجتماع «فور تنفيذ هذه الشروط سيكون الاتحاد الأوروبي مستعدا لاستئناف دعمه للتنمية الاقتصادية وعملية بناء دولة ديمقراطية فلسطينية.» وكان إسماعيل هنية أحد ابرز قادة حماس قد طلب من الاتحاد الأوروبي عدم وقف المعونات للفلسطينيين. وإجراء محادثات غير مشروطة بين حماس والمانحين الدوليين، قائلا إن أموال المساعدات لن تستخدم لتمويل أي هجمات ضد إسرائيل. يذكر أن المساعدات الأوروبية للفلسطينيين عام 2005 بلغت 600 مليون دولار. وقدمت الولايات المتحدة مساعدات بلغت قيمتها 400 مليون دولار للفلسطينيين عامي 2004 و2005. وتبلغ قيمة عائدات الضرائب والجمارك نحو 35 مليون دولار كان من المقرر تحويلها للفلسطينيين غدا الأربعاء. وكشفت حركة – حماس - عن وجود اتصالات سرية بينها وبين الولايات المتحدة حول العديد من القضايا لفتح خط جديد مع الحكومة المقبلة.عبر النظام التركي الحالي لاسيما وأنه يرتكز على توجهات إسلامية يمكن ان تجعل الحوار مع الحركة أكثر إيجابية. والحوار السري بين الولايات المتحدة وحركة حماس لم يكن وليد اليوم، لكنه كان منذ فترة بعيدة على أساس ان فوز حماس في الانتخابات التشريعية كان أمرا متوقعا بالنسبة لها. وقال موسي أبومرزوق نائب رئيس المكتب السياسي لحركة حماس في حديث له ان واشنطن هي التي استبدلت الاتصالات العلنية بأخرى غير رسمية أحيانا وغير مباشرة أحيانا أخرى. وقال ان حماس تفضل الحوار المباشر مع الولايات المتحدة في المرحلة القادمة، مؤكدا ان سياسة الحركة هي التعامل مع كل طرف بالشكل الذي يتناسب مع استراتيجيتها مع عدم وجود أي مانع في أحداث التقارب الذي يناسب تلك الاطراف أيضا.

### تغييرات واسعة داخل الحزب الوطني المصري ومواجهة ساخنة بين المعارضة والحكومة
خلال ساعات يتم الإعلان عن حركة تغييرات كبيرة داخل الحزب الوطني الحاكم في مصر. من المتوقع ان تشمل التغييرات المكتب السياسى للحزب والامانة العامة وامانات المحافظات حيث سيتم تعيين كمال الشاذلى نائبا لرئيس الحزب وجمال مبارك امينا عاما مساعدا بجانب منصبه كأمين للجنة السياسات والدكتور زكريا عزمى امينا عاما مساعدا بالإضافة إلى تعيين المهندس أحمد عز امينا للتنظيم والعضوية وسعيد الالفي امينا للشئون المالية والإدارية والدكتور محمد كمال امينا للاعلام وكذلك تعيين أمناء جدد للامانات المركزية الجماهيرية وتشمل امانات المرأة والعمال والشباب والفلاحين ومن المتوقع ان تتولى الدكتورة سامية شعراوى امانة المرأة. وحركة التغيرات لن تشمل الامين العام للحزب صفوت الشريف يذكر ان قيادات الحزب الوطني كانت قد عقدت سلسلة مكثفة من الاجتماعات على مدى الايام الماضية لوضع اسس التغييرات وعملية التقييم واختيار القيادات الجديدة وتم رفعها إلى الرئيس حسنى مبارك لاصدار القرار النهائي بشأنها. والتغييرات تمثل انقلابا داخل الامانة العامة للحزب. وكانت مواجهة ساخنة قد شهدها مجلس الشعب المصري بين نواب جماعة الاخوان المسلمين والحكومة المصرية بسبب اصرار الحكومة على المضي قدما في سياسة الاقتراض الخارجى ورفض الاخوان لهذه السياسة على أساس تورط مصر في ديون خارجية بدون مبرر حقيقى للتنمية أو تفعيل صناعات إستراتيجية. وأكد نواب الكتلة «الاخوانية» في الجلسة التي خصصت لمناقشة عدد من اتفاقيات ان أغلب المشروعات التي تنفذ باموال الاقتراض الخارجى لا يتم استكمالها. وكان ة وزير المالية اكد عام 2003 ان ديون مصر 24 مليار دولار وان الديون في الحدود الامنة فماذا تقول الحكومة الآن والديون الخارجية تخطت 63 مليار دولار؟

### اكتشاف كوكب يشبه الأرض خارج مجموعتنا الشمسية
يدور حول نجم OGLE-2005-BLG-390L, خارج مجموعتنا الشمسية اكتشف كوكب OGLE-2005-BLG-390Lb يشبه الأرض لحد كبير علي بعد أكبر من 21 ألف سنة ضوئية من ارضنا ويقع قرب مركز مجرة درب التبانة. والكوكب يدور حول نجمه (شمسه) دورة كاملة لمدة 10 سنوات أي أن سنته تعادل عشر سنوات أرضية وكتلته خمس مرات كتلة الأرض وهو كوكب بارد ودرجة حرارته تعادل – 220 درجة مئوية. وكان الكوكب قد اكتشف في أغسطس عام 2005 ثم جمعت المعلومات حوله بتلسكوب مرصد بيرث في غربي أستراليا. غربي أستراليا هذا الشهر يناير

### اكتشاف تمثال أم الملكإخناتون
ا الملكة الفرعونية طاي زوجة أمنحتب الثالث وأم الملك إخناتون، بعثة أثرية من جامعة جونز هوبكنز اكتشفت تمثالها في مجمع الكرنك بالأقصر مؤخرا

### اعتذار الصحيفة الدنماركية عن الإساءة للنبي محمد
قدمت الصحيفة الدنماركية التي نشرت رسوما مسيئة للنبي محمد (ص) اعتذارا إلى المسلمين بعد الضجة التي اثارتها في مختلف أنحاء العالم الإسلامي.وقال رئيس تحرير صحيفة «يلاندز بوستن» كارستن جوستي في بيان نشر على موقع الصحيفة على الإنترنت ان الرسوم «لم تخالف القانون الدنماركي لكنها اساءت من دون شك إلى الكثير من المسلمين، ونحن نود الاعتذار عنها». وعبر رئيس الوزراء الدنماركي اندرياس فوج راسموسن عن ارتياحه للاعتذار الذي قدمته الصحيفة الدنماركية.لكنه رفض تقديم اعتذار حكومي ودافع عن حرية الصحافة في بلاده قائلا:«ان حكومة الدنمارك» لا تستطيع الاعتذار بالنيابة عن صحيفة دنماركية. وكانت الصحيفة الدنماركية قد نشرت في سبتمبر الماضي سلسلة من الرسوم الكاريكاتورية التي تصوّر إحداها النبي محمد (ص) على شكل إرهابي. ثم ظهرت هذه الرسوم في ما بعد في صحيفة نرويجية أيضا. وكانت مجموعة من المسلحين الفلسطينيين الملثمين قد اقتحمت مقر الاتحاد الأوروبي في غزة مطالبين باعتذار الدنمارك والنرويج على خلفية نشر هذه الرسوم. ودعا بيان لميلشيا عراقية، المقاتلين إلى استهداف كل الاهداف الممكنة للدنمارك وكل الدول الأخرى التي تمضي على خطاها. وكانت المملكة العربية السعودية قد سحبت سفيرها من الدنمارك احتجاجا على نشر الصور، واتخذت ليبيا إجراء مشابها. وفي سوريا، أصدرت وزارة الخارجية بيانا جاء فيه ان «سوريا تدين وبشدة التطاول على الرمز الأعلى للامتين العربية والإسلامية». واستدعى وزير الخارجية الأردني السفير الدنماركي للاحتجاج. ودعا البرلمان المصري الحكومة إلى سحب سفيري القاهرة في الدنمارك والنرويج. كما دعا العديد من علماء الدين الكويتيين ونواب البرلمان إلى «وضع حد لمثل هذه الانتهاكات التي تسئ إلى مشاعر المسلمين».

### فرحات: حماس لن تفرض الحجاب على أحد

يمين1300بك

بعض النساء الفلسطينيات أبدين مخاوفهن من تعرضهن لضغوط ومن سن قوانين جديدة تقيد حريتهن. واستشهدن بتصريحات كاذبة نسبت لمريم فرحات المعروفة باسم «أم الشهداء» واتي فازت بالانتخابات التشريعية حيث ادعت بعض وسائل الإعلام انها ستشن حملة من أجل سن قانون يطالب جميع النساء الفلسطينيات بارتداء الحجاب. وفي رد على ما نشر على لسانها أكدت مريم فرحات بعد يومين من صدور نتائج الانتخابات أن هذه التصريحات محض افتراء وأن حركة المقاومة الإسلامية حماس لن تقيد أي رجل أو إمراءة في لباس أو مظهر معين. كما طالبت فرحات وسائل الإعلام بعدم نشر الشائعات التي كانت تهدف إلى النيل من حركة حماس وعزلها عن الشارع الفلسطيني وعدم نسب أي تصريحات أحد دون التأكد من صحتها.

### تكريممحمد علي كلايفي منتدي دافوس
جرى تكريم الملاكم الأميركي محمد علي كلاي ضمن فعاليات منتدى دافوس الاقتصادي في سويسرا لجهوده في تشجيع الحوار والتفاهم بين العالمين الغربي والإسلامي.وتسلم كلاي أول جائزة يمنحها مجلس المئة وهو هيئة تشكلت في اجتماع المنتدى السنوي قبل عامين لتشجيع التفاهم بين الغرب والدول الإسلامية. وقال الأمير السعودي تركي الفيصل ان هذه الجائزة تأتي تلبية لهدف المجلس في تشجيع التفكير الإبداعي. وتحدث عضو المجلس رئيس اساقفة كانتربري السابق عن تاريخ علي الطويل في الملاكمة ومعاناته مع مرض الباركنسن (الرعاش). وتساءل: «من منا لم تتأثر مشاعره عندما انار علي شعلة دورة الألعاب الأولمبية في اتلانتا عام 1996؟».
واعاد رئيس الأساقفة السابق إلى الاذهان مقولة محمد علي الشهيرة «انا اطير مثل الفراشة والسع مثل النحلة».

### انفلونزا الطيور بشمال العراق وقبرص
المفوضية الأوروبية تؤكد اكتشاف إصابة بعض الطيور النافقة بفصيلة H5N1 القاتلة في شمال قبرص، وهونغ كونغ تؤكد ظهور حالة ثانية. وفي كردستان بشمال العراق ماتت فتاة وخالها بانفلونزا الطيور هذا الإسبوع.

## السبت28 يناير2006
- مصر تفوز علي ساحل العاج 3- 1 في مسابقة كأس أفريقيا لكرة القدم وكانت المباراة قوية وتعادل ليبيا والمغرب سلبا

### في علاج مرض السكري..وداعا لحقن الإنسولين
سمحت السلطات الصحية الأمريكية لشركة فايزر للادوية بتصنيع وتسويق دواء انسولين بخاخ لمعالجة داء السكري. وسيكون «اكزوبيرا» "Exubera"، الدواء الوحيد الذي يعرض على مرضى السكري بواسطة بخاخ، كما هو حال الادوية التي تعالج داء الربو. ويتوقع المحللون في مجال صناعة الادوية ان تحقق مبيعات «اكزوبيرا» أكثر من مليار دولار أمريكي سنويا. ومن المتوقع ان يحل «اكزوبيرا» مكان حقن الانسولين التقليدية التي يجبر مرضى السكري على استعمالها للتحكم بنسبة السكر في دمهم وتدارك امراض أخرى في القلب، أو تفادي العمى أو حتى بتر بعض الاعضاء. وقد لا يحل «اكزوبيرا» نهائيا مكان حقن الانسولين، إلا أن مفعوله سريع ومن الممكن تناوله قبل وجبات الطعام. 

### حماس ترفض: خارطة الطريق والإعتراف بإسرائيل

فلسطين.

قال خالد مشعل رئيس المكتب السياسي لحماس إن من السابق لأوانه تشكيل حكومة ائتلافية مع حركة فتح، وأوضح، في حديث لصحيفة لاريبوبليكا الإيطالية، أن حماس ستدرس الوضع الدولي المعقد جدا، والضغوط الأمريكية علي السلطة الفلسطينية، وستري ما إذا كان الرئيس عباس سيطلب منها الموافقة علي اتفاقات أوسلو والاعتراف بإسرائيل وهو ما لن تفعله. ورفض مشعل القبول بخريطة الطريق قائلا: إنها تفرض شروطا مثل نزع أسلحة المجاهدين واعتقالهم، والتخلي عن المقاومة، بينما لا تقول شيئا بشأن القدس واللاجئين والأراضي التي يجب إعادتها، كما رفض نزع أسلحة حماس قائلا: إن القوة وحدها أعطت ثمارا مثل الانسحاب من غزة.و بعد ساعات من إعلان فوز حركة حماس بانتخابات البرلمان، تظاهر أنصار حركة فتح مطالبين باستقالة اللجنة المركزية وقيادات الحركة وحملوهم مسئولية الهزيمة التي تعرضت لها الحركة في الانتخابات.وقد اقتحم الآلاف من أنصار فتح مقر المجلس التشريعي في غزة وأتلفوا بعض محتوياته وأشعلوا النيران في السيارات أمام المقر، كما أطلق بعضهم نيران البنادق في الهواء مما اضطر السلطات إلي قطع الكهرباء عن غزة في محاولة لاستعادة السيطرة علي الموقف.وفي تل أبيب، دعا بنيامين نيتانياهو زعيم تكتل الليكود الحكومة الإسرائيلية إلي أن تكون حاسمة جدا مع حماس، وأن تتوقف عن الانسحابات من الأراضي الفلسطينية، وقال إن حماس لن تتراجع عن هدفها بتدمير إسرائيل، وطالب نيتانياهو المجتمع الدولي بفرض عقوبات اقتصادية علي الفلسطينيين بعد فوز حماس.

### صدام يقاضي بوش وبلير أمام محكمة العدل الدولية
قال خليل الدليمى محامي صدام حسين في تصريحات لهيئة الإذاعة البريطانية أمس الجمعة ان لائحة الاتهام تضمنت ثلاثة تهم تتعلق التهمة الأولى بارتكاب جرائم حرب متمثلة باستخدام أسلحة الدمار الشامل والأسلحة المحرمة دوليا كاليورانيوم والفسفور الأبيض والقنابل العنقودية ضد المدنيين في بغداد ومدن محافظة الانبار فضلا عن انتهاك حقوق السجناء العراقيين، كما تناولت التهمة الثانية تدمير التراث الحضارى والثقافى للشعب العراقى ومحاولة أحداث فتنة أهلية، ونصت التهمة الثالثة على تلويث البيئة وحرمان العراقيين من الكهرباء من خلال تدمير محطات التوليد. وستقدم هيئة الدفاع عن الرئيس العراقى اللائحة إلى محكمة العدل الدولية في لاهاى لمقاضاة كل من بوش وبلير. وقبل يومين وزعت هيئة الدفاع في العاصمة الأردنية، عمان نص دعوى قضائية ثانية تعتزم رفعها باسم صدام ضد كل من بوش وبلير لدى المحكمة الجنائية الكبرى في العاصمة الهولندية، امستردام.
وتتلخص وقائع الدعوي باتهام بوش وبلير بارتكاب جرائم حرب تمثلت باستخدام أسلحة الدمار الشامل ضد المدنيين العزّل، ما يعد جرائم إبادة جماعية في كل من بغداد والفلوجة والرمادى والانبار والقائم، وتعذيب السجناء المعتقلين. وطالبت الدعوة بمثول كل من بوش وبلير امام المحكمة للإجابة على التهم الموجه اليهما وايقاع العقوبة المنصوص عليها في التشريعات الهولندية وقواعد القانون الدولي والإنسانى والتعويض عن كل عطل وضرر اصاب الشعب العراقى.

## الخميس26 يناير2006
- وصل عدد الجنود الاميركيين الذين قتلوا في العراق منذ الغزو في مارس 2003 إلى ما لا يقل عن 2240 قتيلا.

### حماس تكتسح الانتخابات الفلسطينية
أعلنت حركة المقاومة الإسلامية (حماس) اليوم الخميس فوزها بالانتخابات البرلمانية الفلسطينية وتعهدت بمواصلة القتال ضد إسرائيل. وقال سامي أبو زهري المتحدث باسم حماس في تصريحات في غزة ان الحركة لن تتخلى عن المقاومة من ناحية وستسعى لأحداث تغيير وإصلاح على الساحة الفلسطينية. قال الرئيس الفلسطيني محمود عباس بعد ساعات قليلة على اعلان فوز حركة حماس في الانتخابات التشريعية انه "ملتزمة بسياسة التفاوض مع إسرائيل وانه سيبدأ استشارات على وجه السرعة من اجل تأليف حكومة جديدة. وجاء في الكلمة التي القاها عباس: "اني ملتزم بالبرنامج الذي انتخبت من اجله منذ عام وهو برنامج مبني على سياسة التفاوض مع إسرائيل حتى التوصل إلى اتفاق سلام". وحققت حركة حماس فوزا كبيرافي الانتخابات التشريعية الفلسطينية، حاصدة 77 مقعدا في البرلمان الفلسطيني مقابل 42 لفتح، الأمر الذي وفر لحماس الأغلبية في المجلس النيابي الذي تبلغ عدد مقاعده 132 مقعدا. وقد بلغ معدل الإقبال على مراكز الاقتراع 77%. ووصف الرئيس الأمريكي جورج بوش الانتخابات الفلسطينية بأنها ايجابية، ان نتائج الانتخابات قد تكون "تنبيها للإدارة الفلسطينية ان الشعب يريد حكومة شريفة"، ولكنه أكد ان الولايات المتحدة لن تتعامل مع من "يريدون تدمير إسرائيل".
واعلنت حركة حماس انها ترغب بمشاركة قوى سياسية أخرى في الحكومة التي ستشكلها. زقال كبير المفاوضين الفلسطينيين صائب عريقات ان فتح ترغب في ممارسة نشاطها السياسي في المعارضة، وانها لن تشارك في الحكومة القادمة، وكان رئيس الوزراء الفلسطيني أحمد قريع قد قدم استقالة حكومته ودعا إلى أن تشكل حماس الحكومة القادمة ويمثل فوز حماس أكبر تحد لرئيس الحكومة الإسرائيلية بالإنابة ايهود أولمرت منذ تولى السلطة بعد دخول رئيس الحكومة ارييل شارون في غيبوبة منذ 4 يناير الجاري.وفي هذا الإطار، كتب كريس ماك جريل في صحيفة «جارديان» أن «الفلسطينيين سيوظفون الانتخابات الوطنية الأولى التي تشهد سباقا محموما على السلطة، لمعاقبة حركة» فتح«على سنوات من الفساد وسوء الإدارة. وستخرج» حماس«كشريك في تقاسم السلطة في الحكومة». وشعبية «حماس» المتزايدة تشكّل معضلة لإسرائيل ولزعماء الدول الغربية و«الدبلوماسيون الغربيون يعلمون أن الحكومات لا يمكنها تجاوز «حماس» كليا وأنها ستجد وسائل للتعامل مع الحركة من خلال أعضاء آخرين في السلطة الفلسطينية».

### جمال مبارك: جماعة الإخوان ليس لها وضع قانوني بمصر
في حديثه لصحيفة (روزاليوسف) اليومية، قال جمال مبارك أمين السياسات بالحزب الوطني المصري عما إذا كان يتعارض موقعه المهني مع موقعه السياسي؟.. اجاب: لقد أمضيت ما يزيد علي عشرين عاما خلال مشواري المهني أعمل في أنشطة مختلفة ومتعددة في القطاع المصرفي والمالي سواء في الداخل أو الخارج..وقبل أن انضم الي العمل الحزبيوردا علي سؤال.. كيف كنت تستطيع أن تجد الوقت لعملك المهني رغم أنشغالك الحزبي في السنوات الأخيرة؟..أجاب قائلا: في الوقت الحالي ومع انشغالي الكبير وتحديدا في العامين الماضيين فانني اباشر عملي المهني من خلال عضويتي في مجلس إدارة شركة خاصة بإدارة صناديق الاستثمار المباشر، وهي شركة المجموعة المالية' هيرمس' للاستثمارالمباشر..وهي شركة لها طاقم فني متميز..وكذلك عضويتي في مجلس إدارة أحد البنوك المصرية منذ عام1996 وهو البنك العربي الأفريقي الدولي.وحول ما يثار من آن لآخر بشأن موضوع الشركة التي يرأس مجلس ادراتها والتي يزيد رأس مالها علي600 مليون جنيه ؟..قال أولا أنا لست رئيس مجلس إدارة هذه الشركة، وإذا كنت بالفعل فهذا لا يعيبني بل يشرفني أن أكون رئيسا لمجلس ادارتها..ولكنني فقط عضو في مجلس الإدارة منذ عدة سنوات..ثانيا هي شركة لإدارة صناديق الاستثمار المباشر.وردا علي سؤال حول موقفه من الإخوان المسلمين.. قال جمال مبارك: والله هناك موقف قانوني كلنا نعرفه.. الجماعة ليس لها وضع قانوني أو شرعي.. وبالتالي لابد من الناحية القانونية والشرعية أن نتعامل معها علي هذا الأساس..هناك وضع آخر وأعتقد أنه ظهر في انتخابات مجلس الشعب الأخيرة وهو محاولة الالتفاف حول القوانين الموجودة للانخراط في الحياة السياسية، والأكثر من ذلك هو الاستغلال القوي للدين والشعارات الدينية والمنطلق الديني لتحقيق مكاسب سياسية، وأعتقد أن الموقف القانوني والشرعي واضح لنا جميعا..ولكن الالتفاف حول القانون واستغلال الدين والشعارات الدينية وإقحامها في السياسة أمر يتطلب ان نتوقف أمامه.

### العالم العربي وتداعيات انتصار حماس
الأسباب التي أدت إلى فوز «حماس» أن الناخبين الفلسطينيين لم يصوّتوا دعما لسياسات «حماس» بل رفضا لفساد وعدم فعالية «فتح» وسوء إدارة السلطة الفلسطينية للمساعدات التي يمنحها المجتمع الدولي لغزة وللضفة الغربية. إضافة إلى عوامل خارجية أيضا ساهمت في فوز «حماس» حيث أن إسرائيل والمجتمع الدولي تخلوا عن الرئيس محمود عباس. والمعضلة التي تواجهها «حماس» اليوم هي «كيف ستتعاطى مع مسؤولياتها السياسية. وبالنسبة للغرب في كيفية تطبيقه لتهديداته بقطع المساعدات عن السلطة وهو ما قد يساهم في زعزعة المنطقة أكثر فأكثر». و«أسوأ سيناريو يُمكن أن يحدث بحسب مراسل الـ» اندبندنت«في غزة، هو لجوء «حماس» إلى إيران لطلب المساعدة بعد أن التقى الرئيس أحمدي نجاد قائد «حماس» خالد مشعل الأسبوع الماضي في دمشق». واعتبرت الصحيفة أن فوز «حماس» يفتح «حقبة جديدة في تاريخ الشرق الأوسط». فلا أحد يُمكنه التشكيك في شرعية انتصار حماس«. لكن» هل ستُعدّل «حماس» ميثاقها التأسيسي وتعترف بحق إسرائيل في الوجود؟ هل ستتخلى عن سياسة الهجمات الانتحارية؟ أو أنها ستقود شعبها نحو العزلة؟«فالإجابات مؤجلة حتى تستقر «حماس» في الحكومة وإلى ما بعد الانتخابات الإسرائيلية في مارس. وكتب محرّر الشؤون الدبلوماسية في صحيفة الـ» تايمز«ريتشارد بيستون مقالا بعنوان:» يجب على المنتصرين أن يشكروا المساعدة الأمريكية؟«فقد ساهم الرئيس الأمريكي جورج بوش أكثر من أي شخص آخر في جعل الإسلام السياسي حقيقة في الشرق الأوسط». «فبفضل الجهود الأمريكية تشهد مجموعات كانت مهمّشة في السابق صعودا بارزا من نهر النيل إلى دجلة وما بعدهما. فقد كانت الاستراتيجية المعتمدة بعد أحداث 11/9 تهدف إلى تشجيع قيام حكومات علمانية، معتدلة وموالية للغرب، غير أنها لاقت فشلا ذريعا أدى إلى نشوء نوع جديد من الديموقراطيات الإسلامية». بدءا بتركيا ثم العراق ومصر وحتى لبنان:«والآن يستطيع زعماء حماس أن يرتاحوا بعد أن تأكدوا من انضمامهم إلى النادي الواسع». وال«جارديان» دعت إلى «احترام الخيار الديموقراطي للفلسطينيين» فانتخابات يوم الأربعاء لا تدين بشيء لواشنطن ولجهودها لنشر الديموقراطية في العالم العربي ولكنها تشكّل دليلا على أن المجتمع المدني نابض في فلسطين أكثر من أي مكان آخر في المنطقة وأن للسياسة الفلسطينية محرّكاتها الخاصة التي لا تخضع فقط للضغوط الخارجية إنما أيضا للمطالب الاجتماعية والاقتصادية للناس العاديين«. وأي رد فعل أوروبي قد يقطع المساعدات عن الفلسطينيين وقد يشكّل» هدية للمتشددين الإسرائيليين بينما الأولوية الآن هي للاستمرارية وللاستقرار«. و» من الممكن أن تتخلّى «حماس» عن سلاحها وأن تعترف بإسرائيل. غير أن ذلك سيكون المرحلة الأخيرة في العملية السلمية وليس الأولى. فالأولوية اليوم هي للإقرار بأن الفلسطينيين عبّروا عن رأيهم بحرية. وهم يستحقون الدعم والاحترام«. ورأت صحيفة» الديلي تلجراف«في افتتاحيتها انه على» الغرب وحماس أن يتكلما مع بعضهما البعض«ويجب» عدم تكرار خطأ عام 1991 عندما فازت «جبهة الإنقاذ» بالانتخابات الجزائرية وتدخّل العسكر لإلغاء النتيجة في خطوة قادت البلاد إلى «حرب قذرة». ففي العالم العربي، تعطي الديموقراطية المتشددين منبرا لا يمكنهم أن يحلموا به في ظل حكم الديكتاتوريات. الغرب هو الذي دعم هذا الاتجاه وعليه اليوم أن يتعامل مع نتائجه«. ورأت الـ» ديلي تلجراف«إن الفرصة اليوم كبيرة لامتحان قدرة الحركات المتشددة على تحمّل مسؤولية السلطة. ونشرت صحيفة الـ» فايننشال تايمز«مقالا تحدثت فيه عن تغيّر الخارطة السياسية للشرق الأوسط وسط صعود الإسلاميين الأكثر قدرة على استثمار الاستياء الشعبي من الحكومات الحالية لصالحهم سيّما وأنهم عرفوا كيف يستغلون كل انفتاح ديموقراطي في السابق». مع صعود التيارات الإسلامية في مختلف الدول العربية في الفترة الأخيرة كما حصل في مصر أو في السعودية وحتى في العراق.

## الثلاثاء24 يناير2006
- اليوم لقاء حاسم بين مصر والمغرب.. وكوت ديفوار مع ليبيا.

### بعد مباراة قوية.. نيجيريا تهزم غانا1/ صفر
فاز أمس المنتخب النيجيري1/ صفر علي المنتخب الغاني، ببورسعيد. ومن المعروف أن نيجيريا وغانا من أهم قلاع الكرة في غرب إفريقيا. ويخوض منتخب مصر في الثامنة والربع مساء اليوم مباراة حاسمة مع شقيقه المغربي في الجولة الثانية من مباريات المجموعة الأولي لكأس الأمم الإفريقية، بينما يلتقي منتخبا كوت ديفوار وليبيا في الخامسة والربع مساء في المجموعة نفسها. وتحظي مباراة مصر والمغرب باهتمام كبير، حيث يترتب علي فوز المنتخب المصري زيادة رصيده إلي ست نقاط قبل مواجهة كوت ديفوار يوم السبت المقبل في ختام الدور الأول، بينما يحتاج المنتخب المغربي إلي الفوز أيضا ليضمن البقاء في دائرة المنافسة بالمجموعة بعد هزيمته في مباراته الأولي أمام فريق كوت ديفوار.

### انتهت أزمة الحكم في الكويت
بموافقة الشيخ سعد العبد الله الصباح على التنحي وتولي الشيخ صباح الأحمد الصباح منصب أمير البلاد. انتهت أزمة الحكم في الكويت وكان أقطاب أسرة آل الصباح قد اجتمعت مساء الاثنين في وقت سابق لبحث التطوراتفي ولاية الإمارة. وباركوا جميعا الخطوات التي اتخذها مجلس الوزراء في شأن طلب عقد جلسة سرية خاصة في مجلس الامة صباح اليوم الثلاثاء لبحث موضوع توارث الإمارة.

### بعد تعيين رئيس جديد للمحكمة.. نظر قضية صدام اليوم
من المقرر استئناف محاكمة صدام اليوم الثلاثاء بعد تعيين القاضي الكردي رؤوف رشيد عبد الرحمن بعد استقالة القاضي الكردي رزكار أمين هذا الشهر من رئاسة المحكمة لتدخل الحكومة بعد أن اتهمه مسؤولون بارزون في الإدارة بالكثير من اللين مع صدام والسماح له باستخدام المحاكمة كمنبر سياسي. وادت استقالة أمين إلى اهتزاز المحكمة التي تعد قدرتها على إجراء محاكمة عادلة وسط الصراع العرقي والطائفي موضع شك بعد مقتل اثنين من محامي الدفاع والاتهامات المتبادلة بالترهيب.و في تصريح صحفي نشر في عمان أمس قال صالح العرموطي نقيب المحامين الأردنيين وأحد محامي الدفاع عن صدام حسين ان المحامين اطلعوا الرئيس السابق على أبرز القضايا العراقية والعربية والعالمية منها «الضغوط على سوريا والملف النووي الإيراني» بعد أن شكا من انقطاعه عن العالم وأخباره وقال لمحاميه: لا أعرف ما يجري في الخارج». واوضح العرموطي الذي سافر مع رفاقه إلى بغداد أمس الأول للمشاركة في المحاكمة ان «فريق الدفاع توجه فور وصوله إلى مطار بغداد، إلى إحدى ضواحي العاصمة العراقية للقاء «الرئيس» الأسير».وقال العرموطي ان «صدام حسين اعرب عن امتعاضه من تدخل إيران بشؤون العراق وقال إن الخطر الإيراني لم ينفك يضغط على الدول العربية والإسلامية لان الإيرانيين يحملون من الاحقاد التاريخية ما لا يحمله شعب من العالم». وتابع ان صدام حسين تساءل «كيف سمح العرب بأن تشارك إيران في احتلال العراق؟». وقال العرموطي إن «صدام رأى انه من الطبيعي ان تتعرض سوريا إلى ضغوط كبيرة بسبب المواقف القومية والوطنية للرئيس بشار الأسد».

### نواب المعارضة المصرية يتهمون حكومة نظيف بالتراخي مع إسرائيل
يشهد مجلس الشعب المصري خلال جلساته القادمة اعنف ازمة بين نواب المعارضة والمستقلين ونواب الاخوان مع حكومة الدكتور أحمد نظيف، حيث يتهم النواب في صورة تضأمنية تضم أكثر من مائة نائب الحكومة بالتراخى عن الانتهاكات الإسرائيلية المستمرة للأراضى المصرية على مدار السنوات الماضية دون اتخاذ أي مواقف جادة لوقف هذه الانتهاكات. واكد النائب صلاح الصايغ ممثل الهيئة البرلمانية لحزب الوفد ان الدكتور أحمد فتحى سرور رئيس مجلس الشعب قد احال بيانه العاجل إلى لجنة الدفاع والامن القومى لمناقشته يوم الاثنين القادم. وقال ان ما حدث من إسرائيل خلال الاسابيع الماضية خاصة قيام إحدى طائرات العدو بانتهاك مجالنا الجوى تحديدا في 28 ديسمبر الماضى وطيرانها فوق قناة السويس ومحافظات القناة الثلاثة الإسماعيلية والسويس وبورسعيد يعد انتهاكا صارخا للكرامة والسيادة الوطنية. وحول عدم اتخاذ الحكومة المصرية أي اجراءات حول الحادث الاليم الذي تعرض له ضابط وجنود مصريون بإطلاق النار عليهم بمنفذ رفح من مجموعة من الفلسطينيين عندما حاولوا التسلل للاراضى المصرية وقيام قوات الأمن المصرية بمنعهم.

### بعد عزله.. قرار مفاجيء بعودة نعمان رئيسا لحزب الوفد المصري
اثار قرار مفاجئ للمحامى العام الأول بمحاكم استئناف القاهرة بتمكين الدكتور نعمان جمعة رئيس حزب الوفد المعزول من المقر العام للحزب الصراع من جديد داخل الحزب. وتوافد انصار المجموعة الإصلاحية التي قامت بعزل جمعة من منصبه على مقر الحزب حاملين اللافتات الرافضة لعودة جمعة للحزب معلنين تصديهم لما وصفوه بمحاولة فرضه بالقوة على الحزب، واكد الدكتور سيد البدوى شحاتة سكرتير عام الحزب احترام الجميع لقرار المحامى العام مع تقديم استشكال ضده يتم نظر الشق المستعجل منه اليوم والشق الآخر في السابع من فبراير القادم.

## الأحد22 يناير2006

### عزل أمير الكويت الجديد ما زال غامضا ؟
أزمة الحكم في الكويت تفاقمت لإصرار سعد العبد الله الصباح أمير الكويت الجديد على عقد جلسة للبرلمان ليؤدي أمامها اليمين الدستورية. وأعلن رئيس مجلس الأمة جاسم الخرافي في مؤتمر صحفي أنه تلقى طلبا من الشيخ سعد يطلب فيه عقد الجلسة اليوم الأحد.وكان سعد الصباح فعليا قد بويع أميرا بعد وفاة سلفه جابر الأحمد الصباح، من جهته قرر مجلس الوزراء الكويتي في اجتماع استثنائي أمس برئاسة صباح الأحمد الصباح المرشح لتولي الإمارة تفعيل إجراءات عزل الشيخ سعد بسبب وضعه الصحي. وتعيين فريق طبي لفحص الشيخ سعد وأن يرفع تقرير إلى البرلمان بشأن قدرته على الحكم. وتستمر المساعي لإقناع الأمير بالتنحي لإنهاء هذه الأزمة.ويترقب الشارع الكويتي ما تسفر عنه الأيام القادمة وتأثير هذه الأزمة على النظام السائد بتقاسم السلطة بين فرعي الأسرة وهما الجابر والسالم الصباح.

### الأسد يتهم إسرائيل بتسميم الزعيم الفلسطيني عرفات
في خطاب القاه أكّد الرئيس السوري بشار الأسد في مؤتمر اتحاد المحامين العرب إنّ من ضمن «الاغتيالات الكثيرة التي قامت بها إسرائيل بشكل منهجي ومنظم، كان أخطر ما قامت قامت به هو اغتيال الرئيس ياسر عرفات» وأضاف أنّ هذا حدث «تحت أنظار العالم وصمته ولم تتجرأ دولة واحدة على أن تصدر بيانا أو موقفا تجاه هذه القضية وكأن شيئا ما لم يحصل في هذه المنطقة.» وما زالت أسباب وفاة عرفات لغزا لم يتم كشفه لكن شريحة واسعة من الرأي العام الفلسطيني، من ضمنها شخصيات سياسية، تصرّ على أنّه مات مسموما بسبب مؤانرة إسرائيلية.كما رفضت أرملة عرفات سهى إخضاع جثته لأي تشريح، فيما نفت إسرائيل بشدة مسؤوليتها عن تدهور صحة عرفات قبل وفاته أو تسميمه.

### شعبية حماس في الانتخابات التشريعية تقلق إسرائيل
رئيس الوزراء الإسرائيلي ايهود اولمرت سيعقد محادثات عاجلة مع كبار مسؤولي وزارته والمسؤولين الأمنيين لمناقشة رد إسرائيل على موجة التأييد المتزايدة لحركة المقاومة الإسلامية حماس في الشارع الفلسطيني. بعد أن أصبح واضحا أن حماس ستحصل على نصيب كبير في الانتخابات التشريعية التي تجري يوم 25 يناير الجاري حسبما أشارت استطلاعات الرأي الأخيرة. ففي استطلاع للرأي أجراه مؤخرا مركز الاعلام والاتصالات في القدس وأظهر تقاربا كبيرا بين حركتي فتح وحماس في نسبة التأييد حيث حصلت فتح على 32.3 % من الاصوات وحماس على 30.2 2.3 %.و فتح قد تضطر، في ضوء ذلك، إلى الاعتماد على بناء تحالف مع قائمتين مستقلتين تعارضان استخدام العنف ضد إسرائيل من أجل تحقيق أغلبية بسيطة في المجلس التشريعي الفلسطيني. وأشار الاستطلاع إلى حصول حزب فلسطين المستقلة بزعامة مصطفى البرغوثي على 12.6 %من أصوات الناخبين.

### إيران توسع منشآتها النووية سرا
نشرت صحيفة الصنداي تلجراف تقريرا تحت عنوان "إيران توسع منشأة نووية سرا" نشرت فيه صورا جديدة للاقمار الصناعية تشبه المنشآت النووية المستخدمة في تصنيع القنبلة الذرية". وكم بينها صور لمفاعل نووي باكستاني لمقارنتها بالصور الجديدة للمنشآت الإيرانية وأظهرت تشابها في شكل المنشآت ومكوناتها في البلدين. وقالت الضحيفة: إيران شيدت عدة مبان حول مبنى الانشطار النووي الخفي والذي تخشى الحكومات الغربية من استخدامه لإنتاج درجة اليورانيوم المستخدمة في صنع الأسلحة في موقع ناتاز جنوبي طهران.مما يعزز المخاوف من سعي الدولة الإسلامية إلى تطوير أسلحة نووية بشكل سري.

### أبو مصعب الزرقاوي ورواية شاهد عيان
صحيفة الصنداي تايمز أوردت أول وصف لقصة حياة أبو مصعب الزرقاوي زعيم «تنظيم القاعدة في بلاد الرافدين» الذي عرضت الولايات المتحدة 25 مليون دولار كمكافأة لمن يقودها إليه. كما رواها الشيخ أبو عمر الانصاري زعيم «جيش الطائفة المنصورة»، إحدى مجموعات المقاومة السنية في العراق، والذي التقى به قبل أسبوعين، وقال الانصاري، : الزرقاوي ينام كل ليلة بحزام معبأ بالمتفجرات «ولا يخلعه أبدا». لأنه يفضل تفجير نفسه والموت كشهيد قاتلا بعض الأمريكيين في طريقه، «على الاعتقال والتعرض للاذلال على أيديهم». وخلافا للتصور الأمريكي عن الزرقاوي بأنه قاتل للابرياء وسافك للدماء فقد بدا إنسانا «بسيطا» ومتواضعا خلال الاجتماع الذي دام يومين وسعى فيه للحصول على دعم «جيش الطائفة المنصورة» والجماعات الأخرى للقاعدة في العراق. فكان يجلس متربعا على سجادة ويتناول الطعام مع ضيوفه وبعضا من حراسه الشخصيين الإثني عشر، الذين ارتدى غالبيتهم أيضا أحزمة ناسفة حول أجسادهم وحملوا أسلحة أتوماتيكية روسية وأمريكية. والزرقاوي الأردني المولد يخصص خمس ساعات في اليوم لقراءة القرآن والاستماع إلى الخطب المسجلة ليلا وفتح نقاشات دينية مع أعوانه. والرواية الأمريكية المتداولة بشأن فقد الزرقاوي إحدى قدميه في قصف صاروخي أمريكي في العراق، زائفة وأن الزرقاوي يتحرك بكلتا قدميه «بثقة وتوازن».

## السبت21 يناير2006
- فوز ساحل العاج (كوت ديفوار) علي المغرب واحد صفر في مسابقة كأس أفريقيا لكرة القدم بمصر. وكانت المباراة قوية من جانب المغرب.

### إيران تسحب أرصدتها من البنوك الأوربية
لسحب ورقة تجميد أرصدتها من ايدي الأوروبيين في حالة حصول مواجهة سياسية كانت ام عسكرية حول ملفها النووي.وجه المجلس الأعلى للامن القومي في إيران تعليمات إلى البنك المركزي ووزارة النفط وعدد من المراكز المالية المرتبطة بأجهزة الحكم بسحب أرصدتها بالعملة الصعبة من البنوك الأوروبية (ما عدا المصارف السويسرية) وتوزيعها في عدد من البنوك الآسيوية في سنغافورة وشنغهاي وهونغ كونغ وماليزيا. لأن طهران كانت قد خسرت ما يزيد على أربعة مليارات دولار فضلا عن 13 مليار دولار ارصدة مجمدة في البنوك الاميركية والمصارف الغربية المرتبطة بالنظام المصرفي الاميركي، بموجب قرار الرئيس الاميركي الاسبق جيمي كارتر عقب احتجاز الدبلوماسيين الاميركيين من قبل طلبة خط الامام في أول الثمانينات. وعلمت صحيفة «الشرق الأوسط» أن حجم الودائع التي يجري الآن نقلها من المصارف الأوروبية إلى المصارف الآسيوية قد يصل إلى ثمانية مليارات دولار، وهي ربع الودائع الإيرانية بالعملة الصعبة. من جهة أخرى، اكد المسؤول المصرفي الإيراني ان عددا من كبار الشخصيات الإيرانية ورجال الأعمال المرتبطين بالحكم قاموا قبل ذلك بسحب ارصدتهم الخاصة من البنوك الأوروبية وايداعها في مصارف خاصة في هونغ كونغ ودبي وبيروت وسنغافورة وماليزيا، خوفا من تجميد اموالهم من قبل الولايات المتحدة. وهي تفوق 10 مليارات دولار. وقال محافظ البنك المركزي الإيراني امس للصحافيين ان إيران ستحول ايرادات النفط التي تحتفظ بها في الخارج إلى البلاد إذا اقتضت الضرورة.

### طارق عزيز يطلب اللجوء الي كراواتيا
طارق عزيز وزير الخارجية العراقي السابق في عهد صدام حسين والمعتقل لدي الجيش الأمريكي، طلب من زغرب النظر في إمكانية استقباله في حال افرج عنه لأسباب صحية. وقالت المتحدثة باسم الخارجية الكرواتية ايفانا كرنيتش لوكالة فرانس برس ان وزارة الخارجية تلقت رسالة من محامي (طارق عزيز) يطلبون من كرواتيا النظر في إمكانية منحه اللجوء في حال وافقت الحكومة العراقية علي الإفراج عنه لأسباب إنسانية.

### سلمان رشدي: أسباب التطرف الإسلامي: خوف الرجال من الحرية الجنسية

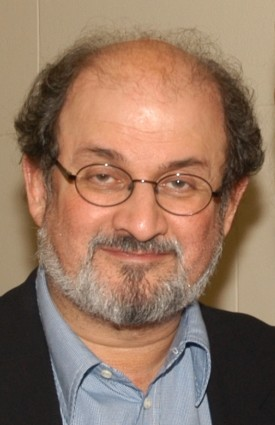
سلمان رشدي

قال الكاتب البريطاني سلمان رشدي ومؤلف رواية آيات شيطانية في مقابلة نشرت الخميس بمجلة شتيرن الألمانية الاسبوعية ان الغرب اخفق في فهم ان أحد أسباب التطرف الإسلامي يكمن في خوف الرجال من الحرية الجنسية للنساء. وان روايته الأخيرة (شاليمار البهلوان) تناولت الخوف الكبير الذي يشعر به العديد من الرجال المسلمين تجاه الحرية الجنسية للمرأة وفقدان الشرف.

### واشنطن بوست: نهب قصور صدام حسين
كشفت صحيفة واشنطن بوست الأميركية عن عمليات نهب لقصور صدام حسين على أيدى قوات الأمن العراقية. وقالت الصحيفة ان قصور صدام حسين التي قامت القوات الأميركية بتسليمها في حفل عسكري إلى الحكومة العراقية مؤخرا قد تعرضت للسلب والنهب. ونقلت الصحيفة عن حمد حمود الشكطي محافظ صلاح الدين وعن قوات الشرطة في المحافظة ان قوات الأمن والمسؤولين الذين قام الأميركيون بتسليم مفاتيح القصور لهم هم المتهمون الرئيسيون في هذه الجريمة وهذهالقصور التي تكشف مظاهر البذخ التي كرسها صدام ببنائها قد أفرغت من أثاثها وأجهزتها الكهربائية الثابتة والمتحركة من قبل اللصوص الذين تركوا أسلاك الكهرباء متدلية من السقوف فيما تم خلع الأبواب والأثاث الموجود في غرف وملحقات القصور. ووجه الاتهام إلى قوات الأمن المكلفة بحراسة القصور وتقول الصحيفة، أن زيارة واحدة إلى تلك القصور كافية للاقتناع بحجم الدمار الذي لحق بها حيث يظهر الموظفون العاملون فيها وهم يمارسون عملهم بلا مناضد اومكاتب فيما يتخلل الهواء فتحات مفرغات الهواء وأجهزة التبريد والأبواب والشبابيك ولم تسلم مفاتيح الكهرباء واسلاكها من ايــتدي اللصوص.. وظهرت في أسواق مدينة تكريت بعد أيام من الحادث الذي يبدو أنه لم يكتشف بسرعة. وأعلنت الحكومة العراقية في وقت سابق انها ستحول هذه القصور الفخمة بعد استلامها إلى متاحف ومراكز ثقافية للشعب.

### العثور بروما على مقبرة عمرها 3 آلاف سنة ترجع لعصر ماقبل الرومان

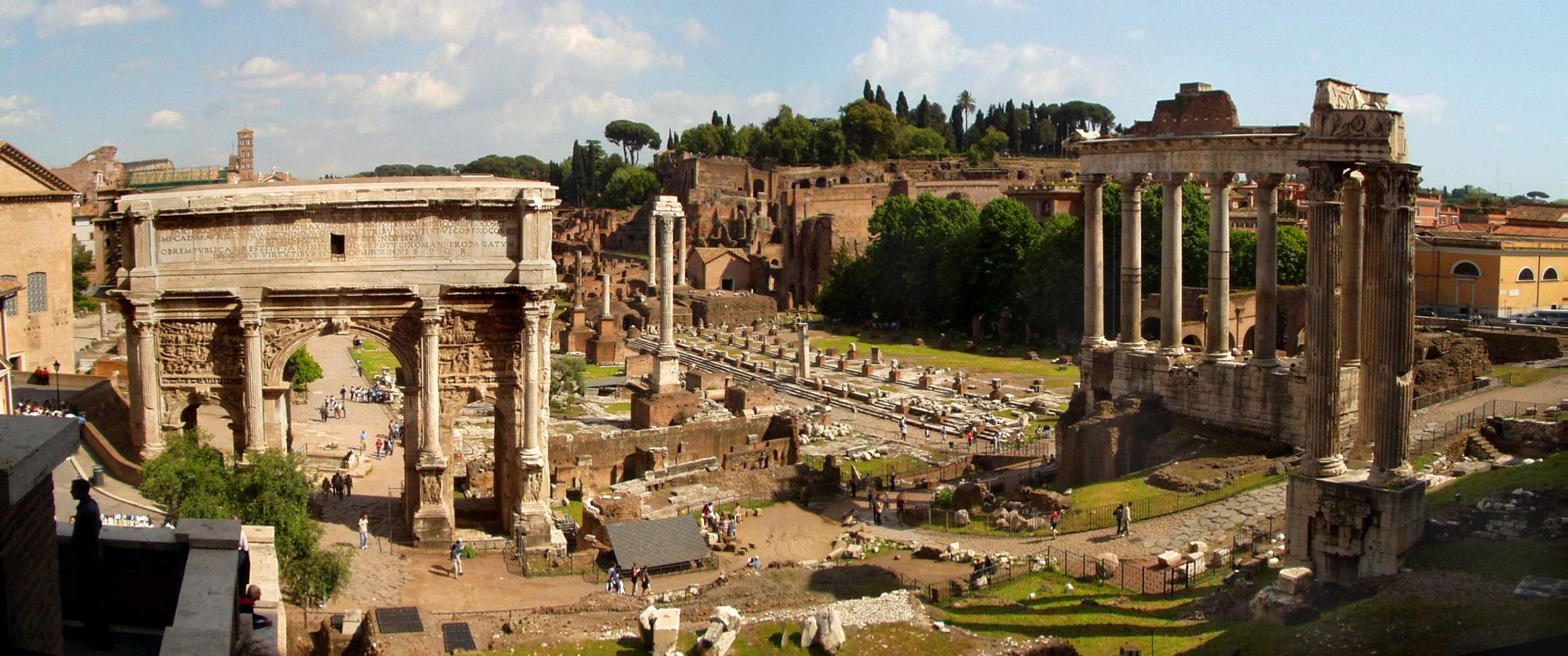
المنتدي فوق تل بلاتيني بقلب روماوتحته المقبرة

نقلا عن الأسوشيتد برس، علماء الآثار، الذين يقومون بأعمال الحفر والتنقيب تحت موقع المنتدى الروماني، عثروا على قبر عمره 3000 سنة أي قبل إنشاء مدينة روما القديمة ببضع مئات من السنين. وقد يكون جزءا من مقبرة قديمة كبيرة، والقبر يشبه بئرا عميقة..ويُذكر أن علماء الآثار كانوا يبحثون تحت سطح موقع المنتدى القديم، وهو عبارة عن موقع سياحي يجتذب أفواجا هائلة من السائحين، عندما عثروا عليه وذكرت وكالة الأنباءالإيطالية أن من ضمن ما عثر عليه في القبر جرة لحفظ رماد الموتى. ويبدو، أنه يعود إلى ألف سنة قبل الميلاد أي أن الذين أسسوا المقبرة عاشوا قبل الرومان الأقدمين بمئات السنوات.وتذهب الأساطير القديمة إلى أن رومولوس وريموس، وهما توأمان أنجبهما إله الحرب «المريخ»، هما اللذان أسسا مدينة روما عام 753 قبل الميلاد.وصرح علماء الآثار بأنهم يعتقدون أنهم وجدوا أدلة على وجود قصر ملكي يعود للحقبة التي تزعم الأساطير أن مدينة روما أسست خلالها.

### السنة سيشاركون بالحكومة العراقية
رغم ردود الفعل الغاضبة ازاء رفض شكاواهم بخصوص الانتخابات التي جرت فان زعماء سنة كثيرين يشاركون بالفعل في مناقشات حول الانضمام إلى حكومة ائتلافية موسعة كما يتوقع بد محادثات قريبا مع الجماعات الشيعة والكردية. وانضم السفير الاميركي إلى توجيه النداءات للطوائف والاعراق العراقية للتكاتف عقب اعلان النتائج لتشكيل حكومة وحدة وطنية حيث تأمل واشنطن ان يؤدي توافق الاراء إلى وقف اراقة الدماء ويسمح لها باعادة القوات الاميركية إلى بلادها.

## الجمعة20 يناير2006
- فوز مصر علي ليبيا ثلاثة

الجانب المصري إلى التوصل إلى اتفاقية للتجارة الحرة مع الأمريكيين، والتي يمكن ان تسمح للبضائع والسلع المصرية بالدخول إلى الأسواق الأمريكية دون عوائق، لكن مسؤولا امريكيا قال إن بدء المفاوضات من جديد قد يستغرق سنوات. وقال مسؤول بالكونجرس الأمريكي لرجال أعمال مصريين امس ان مصر قد تخسر فرصة ابرام اتفاق تجاري مع واشنطن إذا لم تنجح في اقناع إدارة بوش بالشروع في المحادثات خلال الاسابيع القليلة المقبلة.ولم تقرر إدارة بوش بعد بدء المحادثات مع مصر..ومن بين القضايا التي تحظي باهتمام خاص حبس الزعيم الليبرالي المعارض أيمن نور الذي يقضي عقوبة بالسجن خمس سنوات لاتهامات بالتزوير.وقالت صحيفة واشنطن بوست في مقال الثلاثاء ان الولايات المتحدة قامت بإلغاء دعوة وفد مصري لمناقشة اتفاق التجارة هذا الشهر.

### إقالة جمعة رئيس حزب الوفد المصري
أطاحت الهيئة العليا لحزب الوفد الليبرالي امس الأربعاء برئيسه نعمان جمعة وعينت نائبه الأول محمود اباظة رئيسا مؤقتا للحزب. وقال عضو الهيئة العليا للحزب محمد كامل ان الهيئة قررت بغالبية 35 من اعضائها (من اجمالي 54) فصل نعمان جمعة من الحزب ومن رئاسة مجلس إدارة صحيفة الوفد الناطقة باسمه بسبب قراراته الانفرادية وسلوكه الاستبدادي.

### أول رحلة لبلوتو أبعد كواكب المجموعة الشمسية

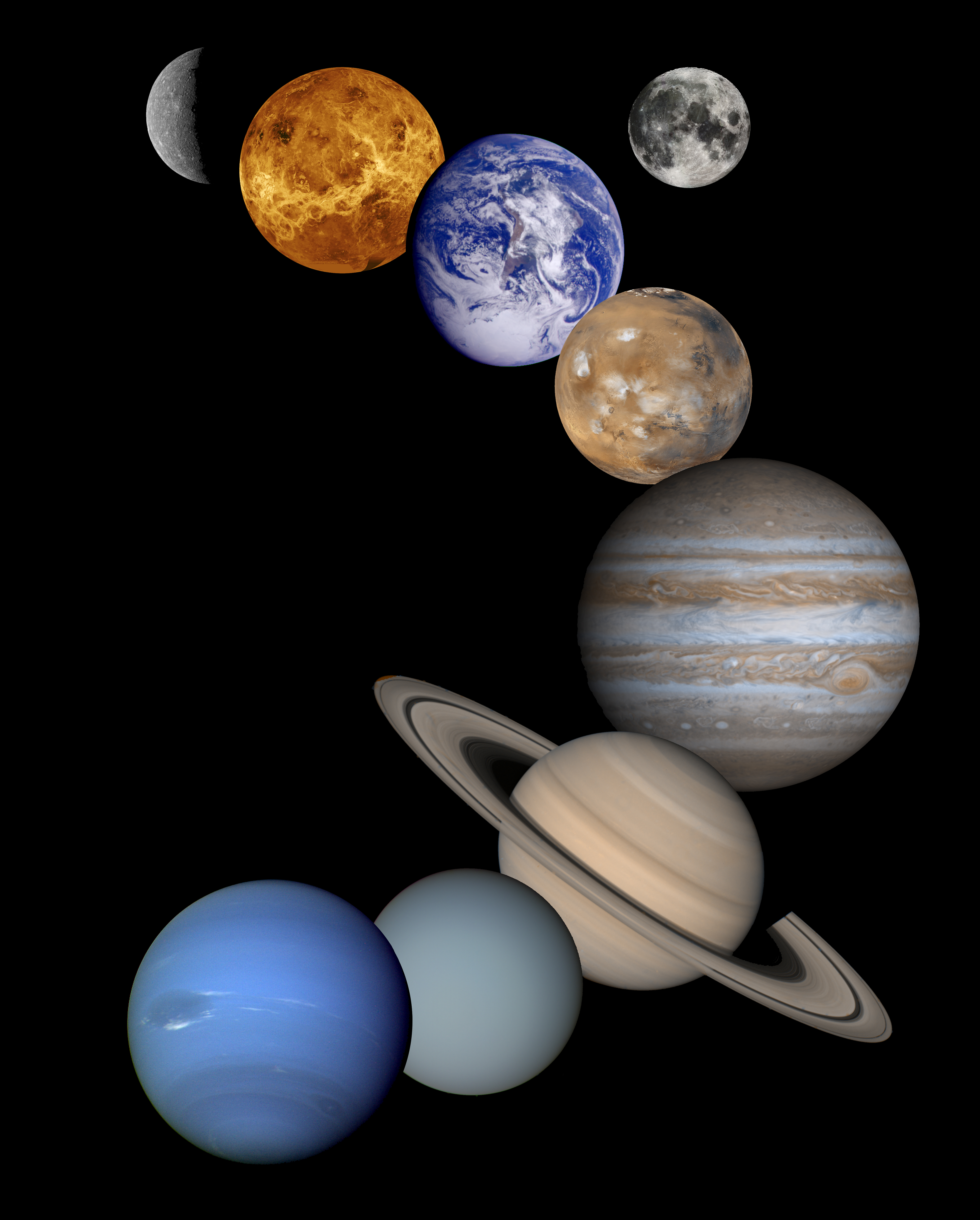
كواكب المجموعة الشمسية مع قمر الأرض.

مسبار «نيو هورايزون» انطلق في رحلة سيقطع خلالها مسافة 4.8 مليارات كيلومترا، باتجاه كوكب بلوتو.ليدرس هذا الكوكب الوحيد ضمن المجموعة الشمسية الذي ما زال مجهولا ولاسيما المنطقة الجليدية منه التي يكتنفها الغموض. وسرعة المسبار تصل إلى نحو 58 ألف كيلومتر في الساعة لتستغرق الرحلة تسع سنوات ونصف للوصول إلى بلوتو والمنطقة الجليدية التي لا تصل إليها أشعة الشمس.لتصوير سطحي الكوكب بلوتو والقمر الكبير الذي يدور في فلكه ثم تحليل طبيعة الجو السائد في بلوتو.و المسباريحمل بقايا رماد عالم الفلك، كلايد تومبوك، أول من اكتشف الكوكب بلوتو عام 1930.ويعتبر بلوتو أبعد كوكب في المجموعة الشمسية وألمع جسم سماوي في منطقة تعرف بـ«الحزام كويبر» التي تتكون من آلاف الأجسام الصخرية الجليدية بما في ذلك كويكبات لم تتطور إلى وضع كواكب لأسباب ما زال العلماء يجهلونها حتي الآن.و دراسة هذه الكويكبات يساعد في معرفة كيفية تشكيل الكواكب.>وسيستخدم نيو هورايزونز الجاذبية الأرضية للمشتري لاكتساب سرعة كبيرة. وسيؤدي ذلك إلى زيادة سرعة المسبار بعيدا عن الشمس بما يقرب من أربعة كلم في الساعة، مما سيسمح له بالوصول إلى الكوكب التاسع بحلول يوليو عام 2015. ويعتقد البعض أن بلوتو يشكل «كوكبا مزدوجا» مع قمره الوحيد المعروف «تشارون» الذي اكتشف عام 1978. وسوف يقترب نيو هورايزونز من بلوتو وتشارون في نفس اليوم ليقوم برسم خريطة مفصلة لملامح سطح بلوتو وتكوينه ومناخه.

## الخميس19 يناير2006

### أبو مازن يهدد بالإستقالة

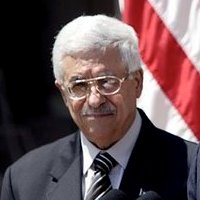
محمود عباس - أبو مازن

حذر نبيل شعث نائب رئيس الوزراء الفلسطيني ورئيس الحملة الانتخابية لفتح من أن السلطة الفلسطينية ستواجه خطر العزلة والحرمان من المساعدات الدولية إذا لم تدخل حماس تغييرات "جذرية" على برنامجها حال فوزها بالانتخابات وتشكيلها الحكومة الجديدة. ونقلت صحيفة "الحياة الجديدة" الفلسطينية الرسمية عن شعث قوله: "من الصعب على حماس أن تستطيع تحقيق مستوى مقبول من الدعم الدولي المادي والدبلوماسي والسياسي والمعنوي ما لم تتبن مشروعا.. وكان المركز الفلسطيني لاستطلاع الرأي في بيت ساحور بالضفة الغربية قد نشر استطلاعا أجراه فوجد أن الفلسطينيين يرجحون حصول فتح على 35% وحماس 26% من مقاعد المجلس التشريعي البالغ عددها 132 مقعدا في الانتخابات التشريعية القادمة والمرتبة الثالثة والرابعة فقد حصلت عليها كل من القائمة المستقلة وقائمة البديل (تحالف الجبهة الديمقراطية لتحرير فلسطين وحزب الشعب، فدا) أما قائمة "أبو على مصطفى" فقد حصلت على المرتبة الخامسة تليها قائمة "الطريق الثالث". وفي في لقاء مع ممثلي وكالات الانباء الاجنبية صرح رئيس السلطة الفلسطينية محمود عباس الأربعاء انه لا يستبعد الاستقالة من منصبه إذا فازت حركة حماس بأغلبية مقاعد المجلس التشريعي في الانتخابات القادمة. واوضح عباس -إذا فازت حماس بأغلبية المقاعد في المجلس التشريعي فهذا سيكون صعبا بالنسبة لي ولن يكون سهلا-. واضاف انه يعمل على تنفيذ مشروعه السياسي قائلا : إذا لم استطع تنفيذ سياستي فان وجودي يصبح غير ضروري-. -. وشدد على ضرورة التزام حماس بسياسة السلطة الفلسطينية المستندة إلى اتفاقات اوسلو بين منظمة التحرير الفلسطينية وإسرائيل -وهي التزامات على السلطة الفلسطينية ولا يمكن تغييرها الا بالطريقة الدستورية وهي حصول أغلبية ثلثي المجلسين التشريعي والوطني-.. واتفاق اوسلو ما زال قائما لكنه اتهم الحكومة الإسرائيلية التي قادها حزب الليكود خلال السنوات الاربع الماضية بالعمل على إفشاله معتبرا ان -بديل اوسلو خطر جدا-.. وقال عباس انه سيعمل على حل الجماعات المسلحة خارج اطار السلطة بعد الانتخابات التشريعية.فيجب أن تنتهي ظاهرة المليشيات في الأراضي الفلسطينية وقال الرئيس الفلسطيني انه مستعد لاجراء مفاوضات مع رئيس الوزراء الإسرائيلي بالوكالة ايهود اولمرت -فورا.

### أمريكا تجمد أرصدة اللواء شوكت صهر الأسد
في احدث جهود إدارة الرئيس جورج بوش للضغط على سورية حظرت على رعايا الولايات المتحدة إجراء تعاملات معه وقررت وزارة المالية الأميركية تجميد أرصدة اللواء اصف شوكت رئيس الاستخبارات العسكرية السورية و\زوج شقيقة الرئيس السوري في البنوك الأميركية. وقال الناطق باسم البيت الأبيض سكوت مكليلان: "إن السيد شوكت بصفته قائدا للاستخبارات العسكرية السورية ساهم في دعم سوريا للإرهاب بما في ذلك دعم العصيان المسلح في العراق والتنظيمات الفلسطينية الإرهابية ومنح تلك المنظمات ومنظمات إرهابية أخرى في لبنان منها حزب الله ملاذاً آمناً في دمشق." وقال: "إننا لا نزال شديدي القلق من تصرف سوريا الذي سبب عدم الاستقرار في الشرق الأوسط ومن استمرار الدعم الذي يقدمه نظامها للإرهاب (للمقاومة). ولم تحدد وزارة الخزانة الاميركية ما إذا كان شوكت يمتلك أية أصول داخل الولايات المتحدة. وكانت قد نقلت نهاية العام الماضي عن مصادر مطلعة في دمشق تأكيدها تحويل اللواء أصف شوكت أمواله إلى سويسرا وأحد المصارف الفرنسية.

### غموض حول سقوط المروحيات الأمريكية في العراق
ذكرت مجلة "ديفينس نيوز" الاسبوعية المختصة في الدفاع أن متحدثا باسم وزارة الدفاع الأمريكية (البنتاجون) ان الجيش الأمريكي يحقق في احتمال وجود "سبب مشترك" لحوادث سقوط ثلاث من مروحياته في العراق خلال الايام العشرة الماضية و. و.ان رئيس مركز الطيران في الجيش قال: إن المسلحين العراقيين يستخدمون حاليا عبوة ناسفة "جوية" مصنعة يدويا ومصممة لإطلاق النار لمسافة 15 مترا في الهواء والانفجار تحت مروحيات تحلق على ارتفاع منخفض. ". وذكر شهود عيان ان المروحية من طراز اباتشي التي سقطت قرب منطقة التاجي الاثنين وقتل طياراها قد سقطت بنيران المقاومة. على الأرض بعد أن تحولت إلى كتلة من اللهب اثر تعرضها لصاروخ.. وفي الثامن من يناير تحطمت طائرة من طراز بلاهوك وعلى متنها 12 شخصا وسط أحوال جوية سيئة بالقرب من بلدة تلعفر شمال غرب العراق مما أدى إلى مقتل جميع من كانوا على متنها. وكشف الجنرال ادوارد سنكلير قائد مركز الطيران التابع للجيش في فورت روكر ان التهديد الأخير الذي تواجهه المروحيات العسكرية في العراق هو من "عبوات ناسفة جوية مصنعة يدويا". وذكرت محطة التلفزيون الأمريكية "أي بي سي" ان صاروخ أرض جو من صنع روسي كان وراء تحطم المروحية الأمريكية الاثنين الماضي في شمال بغداد التي قتل طياراها. وقال المصدر إن الامر يتعلق بـ "تطور جديد مقلق" لانه يوجد مئات لا بل آلاف الصواريخ أرض جو من طراز اس أي-7 في العراق.

### مسبار (ستار دست) يصل الأرض ومعه غبار المذنبات

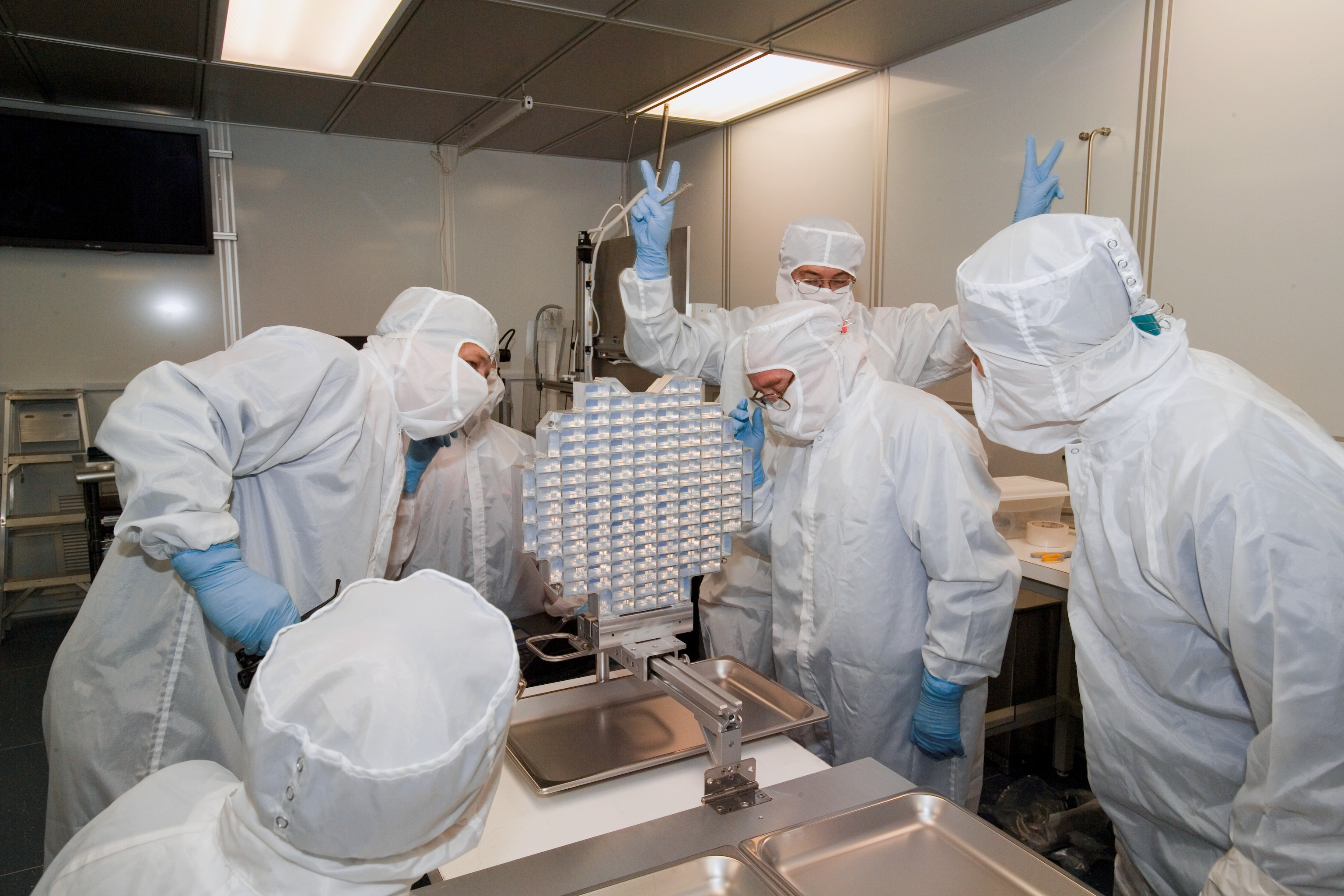
علماء جامعة واشنطن يفحصون العينة الفضائية.

حطّ مسبار «ستاردست»، صباح يوم الأحد، على قاعدة عسكرية أمريكية في صحراء يوتا «غرب أمريكا»، حاملا معه جزيئات غبار من النجوم والمذنبات، وذلك بعد رحلة اجتاز خلالها نحو مسافة خمسة مليارات كلم في الفضاء، أي ما يعادل عشرة آلاف مرّة المسافة بين الأرض والقمر وحطّت كبسولة المسبار التي تزن 46 كلجم، ولا يتعدى حجم محتواياتها ملعقة صغيرة.وهذه هي أول مهمة آلية تهدف إلى الحصول، خارج نطاق القمر، على جزيئيات تعود إلى ما قبل ولادة النظام الشمسي، أي منذ 5,4 مليارات سنة، وذلك بعدما تمكن رواد الفضاء خلال مهمة «أبوللو 17» عام 1972 بجلب بعض الحجارة من القمر.فالمعلومات الكيميائية والفيزيائية التي في جزيئيات غبار المذنبات، قد تكشف عن تاريخ تكوّين الكواكب والمواد التي تتشكل منها.و المسبار يزن 385 كلجم، وأطلق في سنة 1999، والتقى بمذنب «وايلد -2»، بالقرب من كوكب المشترى في الثاني من يناير 2004، بعد دورانه مرتين حول الشمس.وعلى بعد 240 كلم من المذنب قام «ستاردست» أوّلا ببسط درع لحماية نفسه ومن الغازات وجزيئيات الغبار المنبعثة في دائرة المذنب.ولالتقاط جزيئيات الغبار قام المسبار بتشغيل لاقط على شكل مضرب به حوالي مئة جارور صغير يحتوى على مادة جل هوائى «ايروجيل»، وهي اخف المواد المعروفة وزنا، وتسمح بامتصاص الجزيئيات التي تسير بسرعة كبيرة دون الحاق الضرر بها.

## الثلاثاء17 يناير2006

### رئيس العراق القادم سني والمهدي رئيس الحكومة

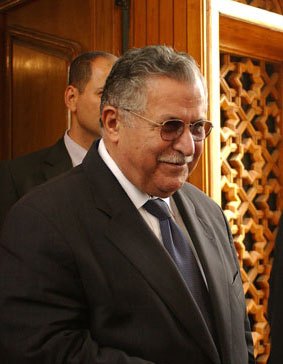
جلال الطالباني

في تصريحات لصحيفة -الصباح- الحكومية أكد الرئيس العراقي جلال طالباني ضرورة وضع برنامج مشترك لتشكيل الحكومة العراقية القادمة بعد إعلان النتائج النهائية للانتخابات البرلمانية. وأضاف طالباني نحن لا نؤيد تشكيل حكومة من الشيعة والأكراد وحدهم، لكن لابد من إشراك العرب السنة تحت أية تسمية بشرط الاتفاق على البرنامج الذي يتم وضعه من قبل الجميع والاتفاق على صياغته، إلا إذا تطلب الأمر تشكيل حكومة طوارئ. وحول مواصفات رئيس الوزراء القادم أوضح طالباني إلى أن التحالف الكردستاني يحترم المرشحين الثلاثة إبراهيم الجعفري وعادل عبد المهدي ونديم الجابري، لكن الدكتور عبد المهدي هو الأقرب لهذا المنصب..وكشفت مصادر كردية عراقية معلومات جديدة عن خطة أمريكية لتشكيل الحكومة العراقية المقبلة تعتمد على اختيار رئيس «عربي سني» للعراق لمواجهة النفوذ الإيراني بعد تأزم الأوضاع بين واشنطن وطهران على خلفية الملف النووي الإيراني.
وقالت المصادر انه برز مؤخرا لدى الإدارة الأمريكية توجه لاختيار رئيس عربي من القوائم السنية الفائزة وان السفير الأمريكي في بغداد زلماي خليل زاد وضع الخطة والتحرك باتجاه هذا الهدف الذي يمكن من خلاله تحجيم النفوذ الإيراني في العراق الذي برز بعد سقوط نظامه السابق. وكشفت المصادر ان زلماي خليل زاد بدأ في اتصالات سرية هدفها التوصل إلى شخصية سنية معتدلة تتولى رئاسة العراق، وانه عقد لقاءات مع كتل وأطراف سياسية عراقية للخروج بصيغة توافقية حول تشكيل الحكومة القادمة رغم رفض رئيس المجلس الأعلى للثورة الإسلامية عبد العزيز الحكيم الذي تحتل كتلته المرتبة الأولى في المجلس النيابي اعتماد مبدأ التوافق في تشكيل الحكومة القادمة باعتباره يتعارض مع الأسس الديمقراطية. وأكدت المصادر الكردية ان زاد بحث مع قيادات «سنية» شكل الحكومة العراقية القادمة وضرورة تأمين دعم ومشاركة فاعلة من «السنة العرب» فيها، مؤكدا لهم أن إدارته تبحث في إمكانية تسليم منصب رئاسة الدولة إلى شخصية عربية سنية إلى جانب رئاسة المجلس النيابي القادم ووزارات مهمة لمواجهة النفوذ الإيراني المتعاظم في العراق"، إلا أن المصادر قالت إنه لم يعرف حتى الآن موقف التحالف الكردي من هذا التطور بعد أن قطعت جهات كردية اشواطا في تكريس اختيار طالباني لرئاسة ثانية.

### الجمعة..مصر وليبيا في افتتاح مسابقة كأس إفريقيا بالقاهرة
تنطلق في مصر ابتداء من الجمغة القادم 20 يناير الجاري وحتي 10 فبراير، مباريات كاس الأمم الإفريقية 25 لكرة القدم بمشاركة أقوى منتخبات القارة الأفريقية، حيث ستكون الانطلاقة بمباراة مصر وليبيا ضمن المجموعة الأولى التي تضم المغرب وساحل العاج. وهذه البطولة ستكون من أقوى البطولات خاصة بمشاركة المنتخبات الخمس التي ستمثل القارة في مونديال ألمانيا وهي ساحل العاج وغانا وتوجو وأنغولا بالإضافة إلى المنتخب التونسي الذي يدافع عن لقبه القاري وسيلعب ضمن المجموعة الثالثة التي تضم ً زامبيا وجنوب إفريقيا وغينيا، أما المجموعة الثانية فتضم الكاميرون وأنغولا والكونغو الديمقراطية وتوجو فيما تضم الرابعة نيجيريا وغانا وزيمبابوي والسنغال. وتقول اللجنة المصرية المكلفة بتنظيم كأس أفريقيا للامم ان كل شيء جاهز لاحتضان الحدث الرياضي وبدأت الفرق في الوفود وكل المنشآت معدة، خاصة الملاعب، وستكون هذه المرة الرابعة التي تنظم فيها البطولة الأفريقية في مصر بعد 1959 و1974 و'1986.

### إيران تلوح بسلاح النفط والغرب يهدد بفرض عقوبات
نقلت وكالة الأنباء الفرنسية عن وزير الاقتصاد الإيراني داوود جعفري إن العقوبات «ستصيب البيئة الاقتصادية والسياسية الإيرانية بالاضطراب». و«إيران تتمتع بوضع إقليمي هام، وأي اضطراب في الموقف السياسي أو الاقتصادي في البلاد قد يحول الوضع الإقليمي إلى أزمة، ويرفع أسعار النفط بشكل لم يتوقعه الغرب». وحذرت إيران من أن أسعار النفط قد ترتفع إلى مستويات جنونية بشكل مفاجئ إذا ما فرضت عليها عقوبات دولية بسبب الخلاف حول برنامجها النووي.ومن ناحيته قال المتحدث باسم الخارجية الإيرانية حميد رضا آصفي إن الدبلوماسية والتعاون مع الوكالة الدولية للطاقة الدولية هي السبل الوحيدة لحل الأزمة. فإيران «لم تتخط أي خطوط حمراء» في مساعيها لتوليد الطاقة النووية. وأضاف آصفي «ليس هناك أسس قانونية لإحالة ملفنا إلى مجلس الأمن، ولكن حتى إذا ما حدث ذلك فان الجمهورية الإسلامية لا تخشى ذلك، ما يحدد خطوطنا الحمراء هو ضمان مصالحنا القومية». وجاءت التصريحات قبيل اجتماع ممثلين للدول الخمس دائمة العضوية في مجلس الأمن في لندن أمس لمناقشة القضية. وتحذير الحكومة الإيرانية بشأن الآثار المترتبة على فرض عقوبات عليها. وحدد المجتمعون موعدا لاجتماع طارئ لمجلس محافظي الوكالة الدولية للطاقة الذرية الشهر القادم لمناقشة رد فعل قرارات طهران الأخيرة، وآخرها فض الاختام عن عدد من المنشآت النووية. 

### بعد خراب العراق... بريمر يدافع عن سياسته

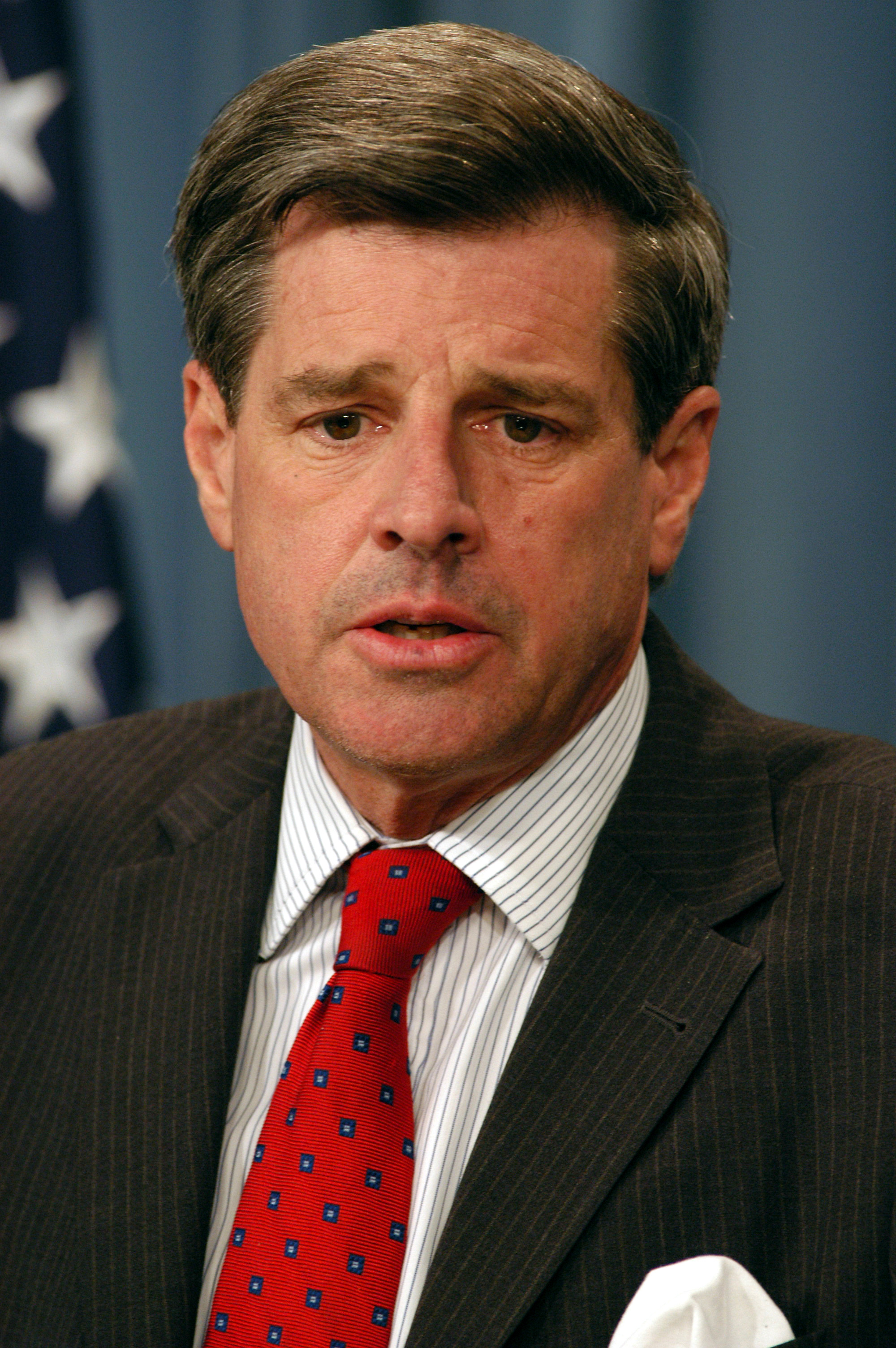
بول بريمر

بول بريمر رئيس الإدارة المدنية السابق في العراق يدافع عن قراراته التي تم بموجبها فصل البعثيين في الأجهزة الحكومية وتسريح الجيش العراقي. وقال: بريمر الذي عينه الرئيس بوش رئيساً للإدارة المدنية المشرفة على إعادة اعمار العراق في مايو عام 2003 خلال حوار أجرته معه قناة التلفزيونية: NBC ،:«كان عليَّ أن أتعامل مع الوضع كما وجدته على الأرض، وجميع تلك القرارات كانت صائبة. فقد كان حزب البعث الأداة التي يمارس بها صدَّام سيطرته السياسية على البلاد.» وأشار بريمر إلى أنه لم تكن ثمة مشكلة مع 99 في المئة من أعضاء حزب البعث، ولكن الخطأ الذي ارتكبه، كما قال هو إسناد تنفيذ هذه السياسة إلى عراقيين قاموا بتنفيذها على نطاق أوسع، الأمر الذي أضرَّ بالأميركيين. أما فيما يتعلق بالجيش فقال بريمر إنه لم يكن هناك جيش لأن الجيش سرَّح نفسه بنفسه.

## الأحد15 يناير2006

### لمنع زحام الحجاج هدم جسر الجمرات بمكة لتطويره
بدأت السلطات السعوديى عملية هدم جسر الجمرات في منى بمكة، ضمن خطة تطويرية لإعادة بناء الجسر للحد من التزاحم والحوادث، حيث سيتم تشييد جسر جديد من طابقين ودور تحت الأرض مخصص للخدمات المساعدة. مع زيادة عرض الجسر بمقدار 20 مترا ليصبح العرض الكلي 100 متر ليتسع لـ250 ألف حاج في الساعة، والجسر الجديد سيزود بنظام تفريغ آلي للحصى من الأحواض، ونظام آلي لنظافة الجسر، إلى جانب نظام متطور للطوارئ، لتكتمل الصورة النهائية للجسر عام 1428 هـ وإنشاء نفق شمال منطقة جسر الجمرات بستة مسارات، وذلك لنقل الحركة من شرق مكة إلى غربها، وربطها بالطرق المرتبطة بسوقي العرب والجوهرة في مشعر منى لفك الاختناقات والازدحام على امتدادي الطريق. ويتوقع أن يسهل تنفيذ المرحلة الأولى من مشروع تطوير جسر الجمرات حركة نزول الحجاج في المشاعر إلى أسفل الجسر، وبذلك يتم فصل حركة المشاة عن السيارات على طريق النفق الجديد. وسيحتوي المشروع على عدد من الأدوار المتكررة، والسلالم، ومهابط للطائرات، ومواقع للإخلاء الطبي والإسعاف، بالإضافة إلى إنشاء أنفاق للمشاة من الجهة الغربية لتفويج حركة الحجيج. مصدر : صحيفة الشرق الأوسط اللندنية.

### رحيل أمير الكويت
أعلن الديوان الأميري الكويتي اليوم وفاة الشيخ جابر الأحمد الصباح أمير دولة الكويت عن عمر يناهز السابعة والسبعين.. وكانت الوفاة سريرية. وتم استدعاء الحرس الوطني وقيادات وزارة الداخلية وسيكون هناك حداد رسمي لمدة أربعين يوما والدوائر الرسمية ستغلق لمدة ثلاثة أيام. والأمير الراحل سبق أن أجريت له عدة عمليات جراحية في بريطانيا والولايات المتحدة. ولد الشيخ جابر الصباح سنة 1928، وتلقى تعليمه في مدرسة المباركية بالكويت، وظل أميرا للكويت منذ عام 1977 البلاد بعد وفاة صباح سالم الصباح وتولى قبلها رئاسة الوزراء منذ عام 1965 قبل أن يصبح وليا للعهد. وخلال فترة حكمه كان الغزو العراقي للكويت عام 1990 ومحاولة اغتياله عام 1985..ووفقا للدستور الكويتي يعلن خليفة الأمير الراحل في غضون ثلاثة أيام، وعادة ما يخلفه ولي العهد الشيخ سعد العبد الله الصباح قام الشيخ جابر الصباح بالعديد من الإصلاحات في مجالات الاقتصاد والإسكان والتعليم والصناعة. وبعد انتهاء الغزو العراقي قاد عملية إعادة إعمار الكويت ومحو آثار غزو العراق للكويت عام 1990.

### المعارض المصري السجينأيمن نوريرفض العفو الصحي
في تصريحات من داخل مستشفى سجن مزرعة طرة الذي نقل إليه بسبب سوء حالته الصحية نشرت صحيفة الشرق الأوسط اللندنية في عددها الصادر امس رفض السجين أيمن نور زعيم حزب الغد الحصول على عفو صحي كما طالب بعض الكتاب المصريين مؤخرا.ونقلت عن نور قوله من غير المنطقي أن يكون العفو من الخصم والحكم محملا الحكومة المصرية المسؤولية عما حدث له. وقال المعارض المصري الذي كان رتببه الثاني بعد الرئيس مبارك في الانتخابات الرئاسية التي جرت العام الماضي وكانت الأولى من نوعها في البلاد إنه من الممكن قانونا أن يتم وقف تنفيذ الحكم الصادر بحقه بإدانته بتزوير توكيلات لتأسيس حزبه وإخلاء سبيله إلى أن تفصل محكمة النقض في الحكم. غير أنه أشار في الوقت نفسه إلى أن الحكومة المصرية لن تقوم بذلك متهما إياها بالإصرار على ممارسة أقصى درجات التنكيل به. وكشف نور 41 عاما النقاب عن أن إدوارد ماكميلان نائب رئيس البرلمان الأوروبي سيقوم بزيارته في السجن خلال الايام القادمة وشدد زعيم حزب الغد على أن كل ما يطلبه هو محاكمة عادلة أمام قاضيه الطبيعي دون تدخل السلطة التنفيذية.

### قاضي محاكمة صدام يتنحي
القاضي رزكار محمد أمين قدم استقالته من منصبه كرئيس للمحكمة المختصة بمحاكمة الرئيس العراقي السابق صدام حسين وأعوانه. والاستقالة لم يتم قبولها حتى الآن، وتبذل جهود لاقناع القاضي العراقي بالعدول عنها. ويجب تصديق عدد من القادة العراقيين على الاستقالة اولا بما فيهم الرئيس العراقي. وهناك أربعة قضاة آخرين مشتركين في محاكمة صدام، إلا أن رزكار كان هو الوجه المعروف في المحكمة، والوحيد المعلن عن اسمه وهويته. ويذكر أن القاضي رزكار كان قد تعرض لانتقادات من جانب بعض المراقبين لسماحه لصدام بالكلام بشكل مطول موجها اتهامات، من بينها تعرضه لمعاملة سيئة على ايدي الأمريكيين. يذكر ان جلسات محاكمة صدام حسين قد أرجئت، ومن المقرر استئنافها في 24 يناير. ومن المتوقع أن يواجه الرئيس المخلوع تهما أخرى تتعلق بفترة حكمه، وقد يحكم عليه بالإعدام في حالة إدانته.

### «شق القصبة الهوائية» برقبة شارون والأطباء معه حائرون
رئيس الوزراء الإسرائيلي أرييل شارون أجرى الأطباء له عملية شق القصبة الهوائية"tracheotomy من أجل فصله عن جهاز التنفس الصناعي. وحفروا ثقبا صغيرا في عنق شارون لادخال أنبوب إلى قصبته الهوائية. وأظهرت الفحوص أظهرت نشاطا في جانبي مخ شارون، وذكر الأطباء في آخر تقاريرهم إن مؤشرات حيوية مثل النبض ومعدل التنفس وضغط الدم طبيعية ومستقرة. لكنه ما زال في غيبوبته. وسيظل رئيس الحكومة بالإنابة ايهود أولمرت يمارس هذه المهمة حتى الانتخابات العامة في 28 مارس القادم.نظرا لعجز شارون عن القيام بهذه المهمة.

### تأجيل إعلان نتائج التحقيق في تزوير الانتخابات العراقية
الخبراء الدوليون المكلفون بالنظر في نتائج الانتخابات التشريعية العراقية أجلوا الإعلان عن نتائج التحقيق في الطعون التي قدمتها الأحزاب والكتل المتنافسة إلى الخميس القادم بعدما قامزا بمراجعة الإجراءات الانتخابية ولقاء الأحزاب السياسية ودراسة ألفي شكوى من مخالفات انتخابية خلال الأيام القليلة الماضية..وكان الخبراء قد قرروا إعلان النتائج الأولية لدراستهم لكيفية إجراء الانتخابات اليوم أو غدا لكنهم قرروا نشر تقرير واحد نهائي. وسيكون من شأن الكشف عن النتائج تمهيد الطريق أمام المفوضية العليا المستقلة للانتخابات لإعلان النتائج النهائية للانتخابات.ومن جانبه قال رئيس المفوضية فريد أيار إن التقرير النهائي للجنة سيعلن من خارج العراق، مستبعدا حصول تغييرات واسعة على النتائج الأولية. وأضاف أن الأرقام والنتائج والمقاعد التي تنشر حاليا لا تلزم المفوضية العليا للانتخابات بشيء طالما أنها غير صادرة عن مجلس المفوضين، السلطة العليا في المفوضية.

### وفاة الممثلة الشهيرة (شيلي وينترز) بطلة فيلم صرخة المدينة
توفيت الممثلة شيلي وينترز عن عمر يناهز 85 عاما بأزمة قلبية اليوم بمصحة بيفرلي هيلز وهي حائزة علي جائزة الأكاديمية الأمريكية مرتين. وهي من أبوين يهوديين مهاجرين.

### بعد 20 عاما.. بركان آلاسكا يستعيد نشاطه

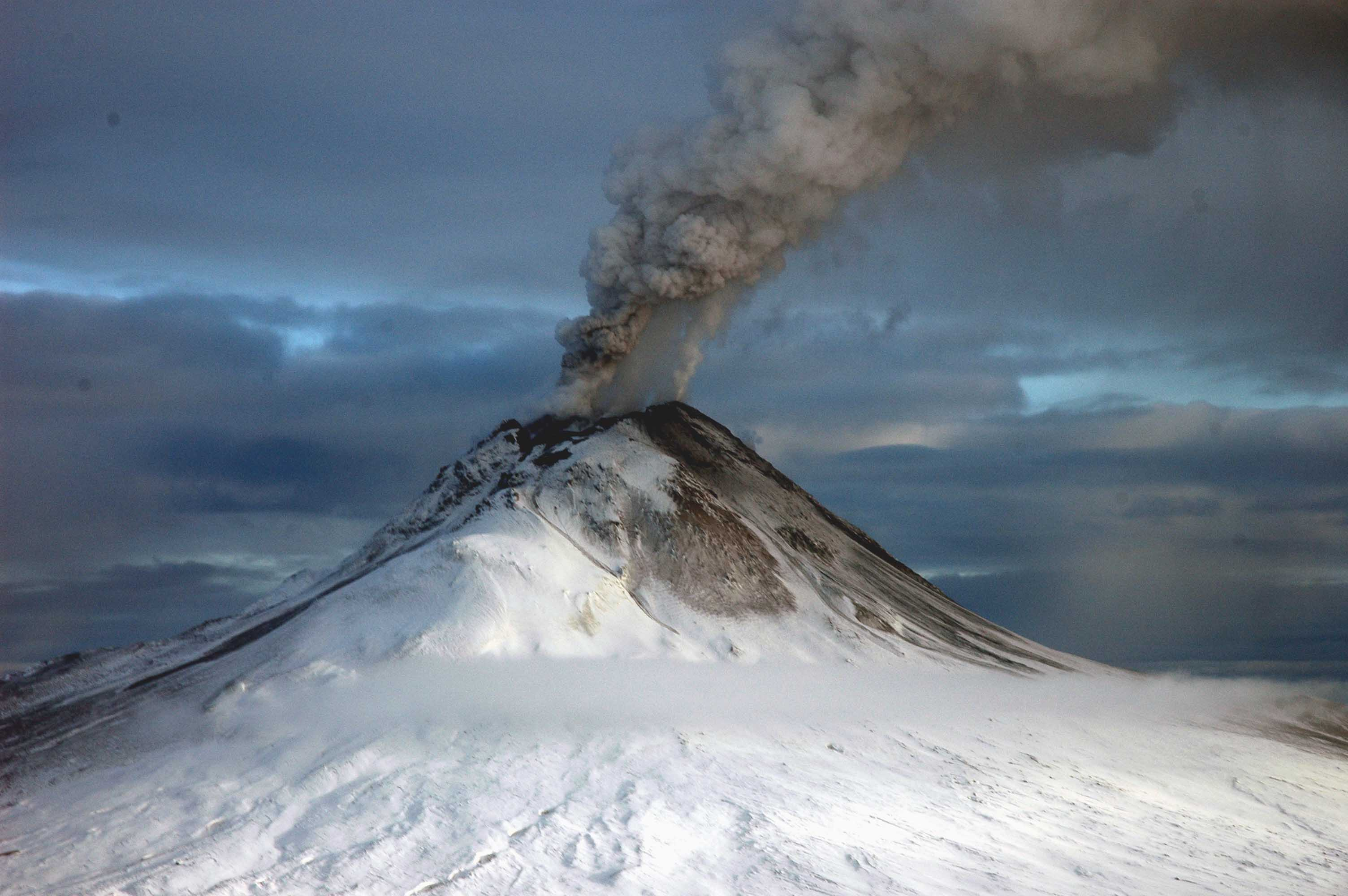
Augustine Volcano erupting on.

في منطقة غير مسكونة في ألاسكا واصل بركان جبل بجزيرو «أوجستين» البالغ ارتفاعه 4.134 قدما ثورانه، صباح السبت بعد 20 عاما من الهدوء، قاذفا حممه على بعد أميال، ومثيرا قلق السكان الذي يقطنون في المناطق الجنوبية منه، لما يتساقط عليهم من رماد.وتسبب تطاير الرماد في تعطيل حركة النقل الجوي في مناطق كوك وهومر على بعد 75 ميلا لجهة الشرق، بالإضافة إغلاق عدد من المدارس. ويتوقع علماء في مركز رصد البراكين في ألاسكا ثورتهه لفترة قد تستمر عدة أيام أو أسابيع. ونثر الرماد قد يشكل تهديدا صحيا، خاصة للأفراد الذين يعانون من مشاكل صحية في جهازهم التنفسي، كما أنه يحدث ضررا بمحركات الطائرات والسيارات.

## السبت14 يناير2006

### أنباء متضاربة حول مقتل أيمن الظواهري
كشفت مصادر أمريكية مطلعة لـCNN أن الرجل الثاني في تنظيم القاعدة، أيمن الظواهري،54 عاماً، كان هدفاً لضربة جوية نفذها جهاز وكالة الاستخبارات الأمريكية على منطقة نائية بباكستان الجمعة وبالرغم من عدم تأكيد مصرع الظواهري في الغارة التي دكت بلدة «دامادولا» بالقرب من الحدود الأفغانية، إلا أن مصادر أستخباراتية رجحت تواجده في إحدى المنازل التي استهدفها القصف.والتي أودت بحياة 17 شخصاً ونفى وزير الإعلام الباكستاني، شيخ رشيد أحمد، في اتصال مع CNN، علمه أن الساعد الأيمن لزعيم تنظيم القاعدة كان هدفاً لضربة جوية.والاختبارات جارية لتحديد هوية الجثث.ورفضت وزارة الدفاع الأمريكي «البنتاجون» والبيت الأبيض التعقيب على التقارير ورصدت الإدارة الأمريكية جائزة قدرها 25 مليون دولار لمن يدلي بمعلومات تؤدي للقبض عليه.لقد تمت تكذيب هذه الرواية عن طريق أعضاء في القاعدة اكدوا بان الظواهري ما زال على قيد الحياة.

### بالقاهرة الحكم في دستورية الانتخابات الرئاسية الأخيرة غدا
تصدر المحكمة الدستورية العليا، في جلستها غدا، أحكامها في عدد من الطعون المهمة في مقدمتها الطعن علي المادة 76 من الدستور، وقانون الانتخابات الرئاسية ومن المحامل إلغاء الانتخابات علي رئاسة الحمهوية الأخيرة والتي فاز بها الرئيس المصري حسني مبارك لأنها أباحت لمرشحي الأحزاب الترسيح بلا شروط ومنعت المستقلين وجعلت ترشيحهم بشروط وهذا يخالف نص الدستور المصري بتحقيق المساواة وتكافؤ الفرص أمام كل المصريين. ومن المحتمل إلغاء الانتخابات الرئاسيى ة الأخيرة وفتح باب الترشيح من جديد.

### شارون في النزع الأخير
رئيس الوزراء الإسرائيلي أرييل شارون وصفت المصادر الطبية الإسرائيلية أمس وضعه الصحي بأنه مقلق جدا وخطير، نظرا لبقائه في الغيبوبة بشكل متواصل منذ عشرة أيام، عقب إصابته بجلطة دماغية ونزيف حاد في المخ، دون أن تظهر مؤشرات علي إمكان إفاقته.وذكرت صحيفة معاريف، أن حالة التفاؤل التي كانت سائدة خلال الأيام الماضية إزاء تحسن حالة شارون الصحية نسبيا، تحولت إلي حالة قلق متزايد حول حالته، وأصبحت فرص عودته للحياة بشكل طبيعي ضعيفة جدا. وذكرت القناة العاشرة في التليفزيون الإسرائيلي، أن إيهود أولمرت القائم بأعمال رئيس الوزراء قرر تعيين وزيرة العدل تسيبي ليفني وزيرة للخارجية خلفا لسيلفان شالوم وزير الخارجية الذي قدم استقالته بعد قرار زعيم الليكود بنيامين نيتانياهو سحب وزرائه من الحكومة.

### الأسد في قفص الإتهام
هددت وزيرة الخارجية الأميركية كوندوليزا رايس بإحالة قضية اغتيال الحريري إلى مجلس الأمن، إذا لم تغير سورية موقفها ولم تتعاون بشكل كامل وغير مشروط مع اللجنة الدولية. وقالت سورية انها لن تسمح لفريق التحقيق الدولي باستجواب الرئيس بشار الأسد في إطار واقعة اغتيال رئيس وزراء لبنان الاسبق رفيق الحريري. لكن وزير الاعلام السوري مهدي دخل الله قال مع الإذاعة المصرية، هل سترفض سورية اجتماعا بين الاسد والمحققين. أجاب سنرفض أي لقاء بين لجنة التحقيق الدولية والاسد لان الامر متعلق بسيادة سورية وباستقلالها وسيادتها وان ذلك خط أحمر لا يمكن تجاوزه. لكن سورية ستستمر في تعاونها مع تحقيق الأمم المتحدة في اغتيال الحريري. وقالت الولايات المتحدة انها قلقة ان الأسد رفض استجوابه في التحقيق.و قال رئيس الوزراء اللبناني فؤاد السنيورة الذي يزور مصر، إن بلاده لا تتدخل في شؤون لجنة التحقيق وتؤمن باستقلاليتها. وكان رئيس الوزراء اللبناني قد أجرى محادثات مع الرئيس المصري حسني مبارك حول مستجدات الملف السوري-اللبناني ونتائج الاتصالات التي قامت بها مصر والسعودية في هذا الشأن. تأتي زيارة السنيورة إلى مصر على خلفية الوساطة التي تقوم بها مصر والسعودية لمعالجة التوتر في العلاقات اللبنانية-السورية بعد اشتباه لجنة التحقيق في ضلوع سورية في اغتيال الحريري. وفي إطار مواصلة النائب السابق للرئيس السوري عبد الحليم خدام حملته الإعلامية على النظام السوري من منفاه الباريسي قال في مقابلة مع مجلة (لو نوفيل أوبسرفاتور) الفرنسية إن أكثر من 20 مليار دولار سرقت في لبنان وسورية من جانب أشخاص مقربين من الرئيس السوري بشار الأسد. وأشار خدام إلى تورط الرئيس اللبناني إميل لحود والأجهزة الأمنية اللبنانية والسورية في الفساد في لبنان.

### سعد الحريري: لا خيار أمام سوريا
بعد محادثاته مع الرئيس المصري حسني مبارك في شرم الشيخ صرح رئيس الوزراء اللبناني فؤاد السنيورة قائلا : «نعتقد ان تنقية الاجواء (بين لبنان وسوريا) تستلزم حل بعض المشاكل والمسائل بين البلدين ونحن حريصون على ان تتم هذه العملية». ودعا دمشق إلى ان «توقف دعمها للمسلحين الفلسطينيين خارج المخيمات لتكون رسالة قوية تعني بان سوريا تؤيد الاستقرار». وسئل السنيورة عن طلب اللجنة الدولية في اغتيال رئيس الوزراء اللبناني السابق رفيق الحريري لقاء الرئيس السوري بشار الاسد فقال ان «لبنان لا يتدخل في شؤون لجنة التحقيق الدولية ويؤمن باستقلاليتها». وكان رئيس الوزراء اللبناني قد اجرى محادثات مع الرئيس المصري ركزت على «مستجدات الملف السوري اللبناني ونتائج الاتصالات التي قامت بها مصر والسعودية في هذا الشأن».من جهته أعلن النائب اللبناني سعد الحريري اثر زيارته للرئيس الفرنسي جاك شيراك انه يتوقع ان تتعاون سوريا مع لجنة التحقيق الدولية في قضية والده رفيق الحريري.وكان قد اجرى محادثات مع الرئيس الفرنسي استمرت ساعة ونصف ساعة.وقال سعد الحريري للصحافيين «اتوقع ان تتعاون سوريا مع المجتمع الدولي في موضوع موت رفيق الحريري وامل في ان تتعاون لان ذلك من مصلحتها ومصلحة لبنان والمنطقة برمتها». واضاف محذرا «لا خيار امامهم (السوريون)» من أن «عدم التعاون سيرتب نتائج...على سوريا والنظام السوري».ويتنقل سعد الحريري منذ اغتيال والده بين المملكة العربية السعودية التي يحمل جنسيتها وفرنسا لدواع أمنية.

### المقاومة تكثف عملياتها بالعراق
قى جنديان أمريكيان مصرعهما اثر اشتباكات في عامرية الفلوجة غربي بغداد وقال شهود عيان ان طائرة هليكوبتر عسكرية أمريكية تحطمت بالقرب من الموصل شمال بغداد امس الجمعة بعدما تعرضت لإطلاق نار من جانب مسلحين على الأرض. ولقى 6 عراقيين مصرعهم بنيران القوات الأمريكية قرب سامراء شمال بغداد. وكشفت الشرطة العراقية ان عائلة عراقية تتكون من ثلاثة رجال وسيدتين وطفل بعمر سنتين قتلوا امس الأول عندما تعرضت سيارتهم إلى إطلاق نار من قبل القوات الأمريكية. وقد تبنت جماعة تطلق على نفسها اسم المقاومة الإسلامية العراقية في تسجيل مصور تدمير آلية أمريكية بهجوم بعبوة ناسفة في منطقة الضلوعية شمالى بغداد. واكدت مصادر أمنية عراقية ان 16 شخصا من بينهم تسعة مدنيين اصيبوا امس الجمعة بجروح في عمليتي تفجير وقعتا في الفلوجة (50 كلم غرب بغداد) وبعقوبة (60 كلم شمال شرق بغداد).وأفادت شرطة الفلوجة «ان سيارة مفخخة يقودها انتحاري انفجرت لدى مرور دورية أمريكية في وسط المدينة.كما قتل 5 جنود عراقيين عندما انفجرت عبوة ناسفة لدى مرور دورية للجيش العراقى ظهر أمس الجمعة وسط مدينة الفلوجة غرب بغداد. وقامت القوات الأمريكية والعراقية عقب الانفجار بإغلاق الطرق المؤدية إلى المكان. وعثرت الشرطة على ثلاث جثث مجهولة الهوية قرب مدينة اللطيفية «35 كم جنوبي بغداد» موثوقة اليدين ومعصوبة العينين وعليها طلقات نارية.وحاليا تقوم العائلات بالنزوح من بعقوبة في انتظار هجوم أمريكي عراقي علي المدينة

### المقاومة الفلسطينية تضرب مستعمرات إسرائيلية بالصواريخ
قالت مصادر أمنية فلسطينية إن دبابات الاحتلال المتمركزة على الحدود الشمالية للقطاع أطلقت خمس قذائف مدفعية ثقيلة تجاه موقع للامن الوطني شرق ما كان يعرف بمستعمرة أدوغيت شمال القطاع وأن القذائف سقطت على بعد أمتار قليلة من الموقع. وردت كتائب شهداء الأقصى الذراع العسكرية لحركة فتح بعملية قصف أهداف إسرائيلية داخل الخط الأخضر انطلاقا من قطاع غزة بخمسة صواريخ محلية الصنع من نوع أقصى 2. وأطلقت كتائب شهداء الأقصى ثلاثة صواريخ باتجاه مستوطنة نتيف هعستراة في النقب الغربي وصاروخين آخرين من نفس النوع باتجاه منطقة كيسوفيم شرق مدينة دير البلح وسط قطاع غزة..واعلنت سرايا القدس الجناح العسكري لحركة الجهاد الإسلامي امس مسؤوليتها عن قصف مدينة المجدل ومستوطنة اسديروت بخمسة صواريخ. وقصفت اسديروت بصاروخين من نوع قدس 2 وعاودت قصف مدينة المجدل داخل الأراضى المحتلة عام 48 بثلاثة صواريخ من نوع قدس 3 المطور. واعترفت المصادر الإسرائيلية بسقوط الصواريخ وسمع دوى انفجارها، واوضح المصدر ان أحد الصواريخ انفجر قرب قاعدة زيكين العسكرية والثاني جنوب مدينة عسقلان فيما قامت طائرات مروحية من نوع أباتشى بالتحليق في أجواء شمال وشرق قطاع غزة.

### آية الله السيستاني يرفض منحه الجنسية العراقية
ذكرت صحيفة القدس العربي ان آية الله العظمي السيد علي السيستاني رفض عر ضا من الحكومة العراقية بمنحه الجنسية العراقية، وتضمن العرض كذلك منح الجنسية لاقربائه حتي الدرجة الثالثة.وقد استلم السيد حامد الخفاف الجنسية ولكن السيستاني رفض استلامها لكون انه يعتز بجنسيته الأولي، وهي الإيرانية، ولا ينوي تبديلها، حسب المصادر.
وجاء عرض الحكومة بعد التعديلات الأخيرة في قانون الأحوال المدنية العراقي.

### من الصحافة العالمية: إيران وتداعيات الأزمة النووية
لتداعيات قضية البرنامج النووي الإيراني بعد قرار طهران إزالة الاختام في أحد مفاعلات تخصيب اليورانيوم، نشرت صحيفة التايمز تقريرا تحت عنوان : بريطانيا تحث على اتخاذ اجراءات ضد التحدي الإيراني. واشارت الصحيفة إلى ان بريطانيا تسعى لاقناع فرنسا وألمانيا بالموافقة على احالة الملف الإيراني إلى مجلس الأمن، بعد اقناع الصين وروسيا ودول أخرى كالهند والبرازيل بتحويل الملف الإيراني إلى مجلس الأمن. ورأت صحيفة الجارديان ان الدبلوماسية هي الوسيلة الأفضل للتعامل مع الحالة الإيرانية، واعتبرت ان هناك إشارات مشجعة تتمثل في أن رد الفعل الدولي على الخطوة الإيرانية كان متحدا إلى حد كبير. وترى الصحيفة ان الامل ما يزال موجودا في إمكانية التوصل إلى تسوية تمكن إيران من الحصول على طاقة نووية وتحترم في نفس الوقت شروط منع الانتشار النووي. فلدى إيران هواجس أمنية مشروعة، في ظل وجودها في محيط جغرافي يعج بالجيران النوويين مثل روسيا وباكستان والهند والصين وإسرائيل، إضافة إلى الوجود الأمريكي في العراق وأفغانستان. وتقول الصحيفة انه يتعين على الدول النووية الخمس ان تتحرك في اتجاه نزع التسلح، كما يتعين على القوى النووي «غير الرسمية» ان تخضع للسيطرة «إذا كان يجب أنهاء سياسية الكيل بمكيالين». وفي صحيفة الاندبدنت، جاء: دعونا نسأل حول الخطأ الذي ارتكبته إيران، التي بوصفها إحدى الدول الموقعة على اتفاق منع الانتشار النووي فانه يحق لها إنتاج يورانيوم مخصب للأغراض السلمية وتحت الرقابة.والموقف الأمريكي والأوروبي فهو لا يجادل في هذا الحق الإيراني لكنه يبدي تشككا في نوايا إيران. وسبب الأزمة الراهنة الآن هو خوف من النوايا ولا يستند إلى حقائق. وفي صحيفة الدايلي تيلجراف جاء : بأن إيران تريد التحول إلى دولة نووية. على خلاف عراق صدام حسين فان إيران لا تريد الأسلحة النووية لأسباب نفسية بل لاهداف عملية تشمل محو إسرائيل من الخريطة. فامام خصوم إيران بعض الوقت لأن إيران لم تطور اسلحتها النووية بعد، لكنها شرعت في الاجراءات الأولية الضرورية. فاحالة إيران إلى مجلس الأمن لن تجعل إيران تغير من سياستها. وصحيفة الجارديان نشرت تقريرا يتناول إمكانية قيام إسرائيل بتوجيه ضربة عسكرية إلى إيران لمنعها من تطوير برنامجها النووي. واشارت الصحيفة إلى ان إسرائيل سبق ان وضعت خططا لضرب المنشآت النووية الإيرانية باستخدام قنابل قادرة على اختراق مواقع تحت الأرض زودتها بها الولايات المتحدة. لكن الصحيفة نقلت عن محللين قولهم ان إسرائيل لا تنوي توجيه مثل هذه الضربات إلى إيران في وقت ما زالت طهران تحت وطأة ضغط دبلوماسي. والحكومة الإسرائيلية تسعى لتسويق الفكرة القائلة بأنه في حال لم يتم اتخاذ إجراء حاسم بحلول مارس المقبل فان البرنامج النووي الإيراني سيدخل «نقطة اللاعودة». واشار إلى وجود عدد من العوامل التي يمكن ان تحول دون توجيه ضربة عسكرية إسرائيلية إلى إيران منها ان الولايات المتحدة تسيطر على بعض الاجواء التي يمكن ان تسلكها الطائرات الإسرائيلية لتوجيه مثل هذه الضربة. وهذا الخيار يجب على الاقل ان يحظى بمعرفة أو التنسيقمع الأمريكيين ورغبة الولايات المتحدة في ضمان ألا يحصل الإيرانيون على دعم من خلال تصوير مسألة منع إيران من تطوير برنامجها النووي على انها مؤامرة إسرائيلية. كما شكك بعض المحللين الإسرائيليين أيضا في قدرة إسرائيل على تنفيذها.

### ارتفاع أسعار السكر4.5%
صعدت أسعار السكر في التعاملات الآجلة في لندن الجمعة 4.5% ليصل إلى أعلى مستوياته في تسع سنوات ونصف السنة.فقد أنهى السكر في عقود مارس التعاملات مرتفعا 16.10 دولارا إلى 374 دولارا للطن.

## الجمعة13 يناير2006
- أعلنت منظمة الصحة العالمية ارتفاع عدد الإصابات بإنفلونزا الطيور بتركيا إلى 18 بينهم ثلاثة أشقاء توفوا.ويواصل خبراء المنظمة عملهم في المناطق التركية المصابة حيث تؤكد المؤشرات عدم اكتشاف حالات عدوى بشرية وأن الإصابت ومعظمها لأطفال كانت نتيجة اتصال مباشر بدواجن مصابة بفيروس (H5N1).

### 345 قتيلا فوق جسر الجمرات بشرق مكة

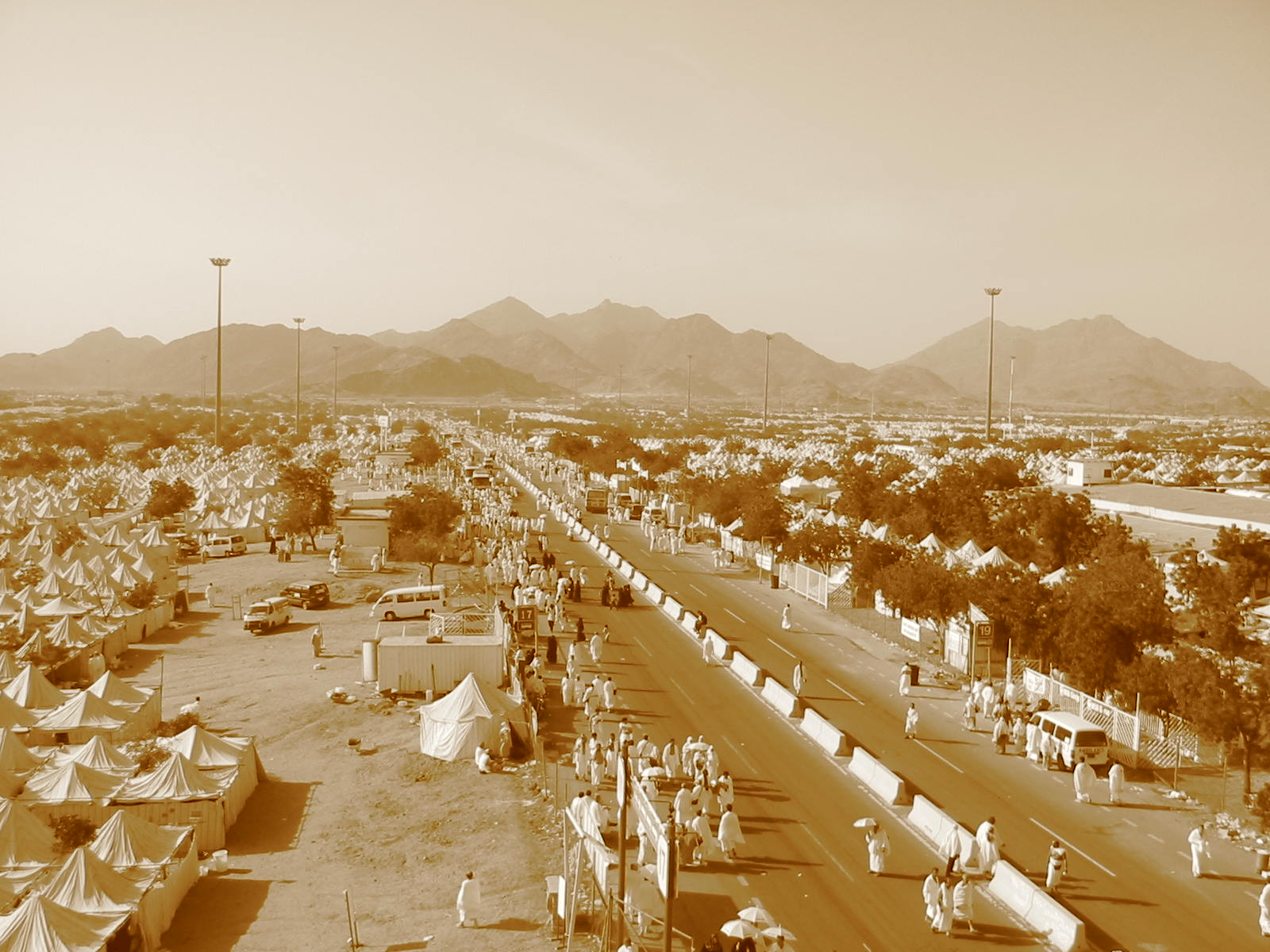
جبل عرفات

أعلن وزير الصحة السعودي حمد بن عبد الله المانع ان 345 حاجا قتلوا في حادثة التدافع التي وقعت بعد ظهر الخميس على جسر الجمرات في منى شرق مكة المكرمة مشيرا إلى ان عدد الجرحى بلغ 289 شخصا.
وجاء في بيان الوزير الذي وزع على الصحافيين بعد ظهر الخميس وبعد زوال الشمس مباشرة، حدث تدافع شديد بين الحجاج مما أدى إلى تساقط مجموعة منهم ونتج عن ذلك اصابات ووفيات

### طارق عزيز يحتضرفي غرفة كلاب بالسجن
قال المحامي بديع عارف عزت محامي نائب رئيس الوزراء العراقي السابق طارق عزيز لصحيفة «الحياة» ان موكله «يحتضر» و«لن يعيش أكثر من شهر» بسبب «معاناته من آثار جلطة دماغية وامراض في القلب.واكد المحامي ان ظروف اعتقال موكله لدى القوات الأمريكية سيئة وبلا إنسانبة !!، مشيرا إلى انه محتجز في غرفة «مخصصة للكلاب لا يتجاوز طولها مترين وعرضا مترا واحدا ولا يدخل الضوء إليها ابدا». واشار المحامي إلى انه اكتشف الوضع السئ لموكله «بعد زيارته لمناسبة عيد الأضحى». وقال بديع عارف عزت ان تهمة «الإبادة الجماعية» التي وجهت إلى موكله «الغيت»، مشيرا إلى وجود «محاولات لتوجيه تهمة جديدة اليه تتعلق بإهدار الاموال العامة». وعزيز البالغ من العمر 69 عاما مسيحي كاثوليكي كلداني وكان أحد أهم اركان نظام صدام حسين على المستوى العالمي

### بريمر: كنت كبش فداء لبوش
نشرت الجارديان تقريرا تحت عنوان كنت كبش فداء لبوش وقالت الصحيفة إن الإدارة الأمريكية تتعرض لضغوط متزايدة بشأن تعاملها مع الوضع العراقي بعد أن ذكر بول بريمر، رئيس سلطة التحالف المؤقتة الأمريكي في العراق، بأن طلبه بإرسال مزيد من القوات رفض من جانب البنتاجون والبيت الأبيض وأن وزير الدفاع دونالد رامسفيلد حاول أن يجعل منه كبش فداء لما حدث من تقصير وفشل.
وفي مذكراته التي نشرت هذا الاسبوع قال الحاكم الأمريكي السابق في العراق، الذي عادة ما يرتبط اسمه بتنفيذ السياسات الأمريكية ما بعد غزو العراق والتي أدت إلى ظهور الجماعات المسلحة، إنه منذ توليه منصبه في مايو 2003 كانت لديه دوافع قلق بشأن عدد قوات الائتلاف وإنه رفع الامر إلى مسؤولي الإدارة وحتى الرئيس الأمريكي جورج بوش. وقالت الصحيفة إن بريمر دافع عن قرار حل الجيش 

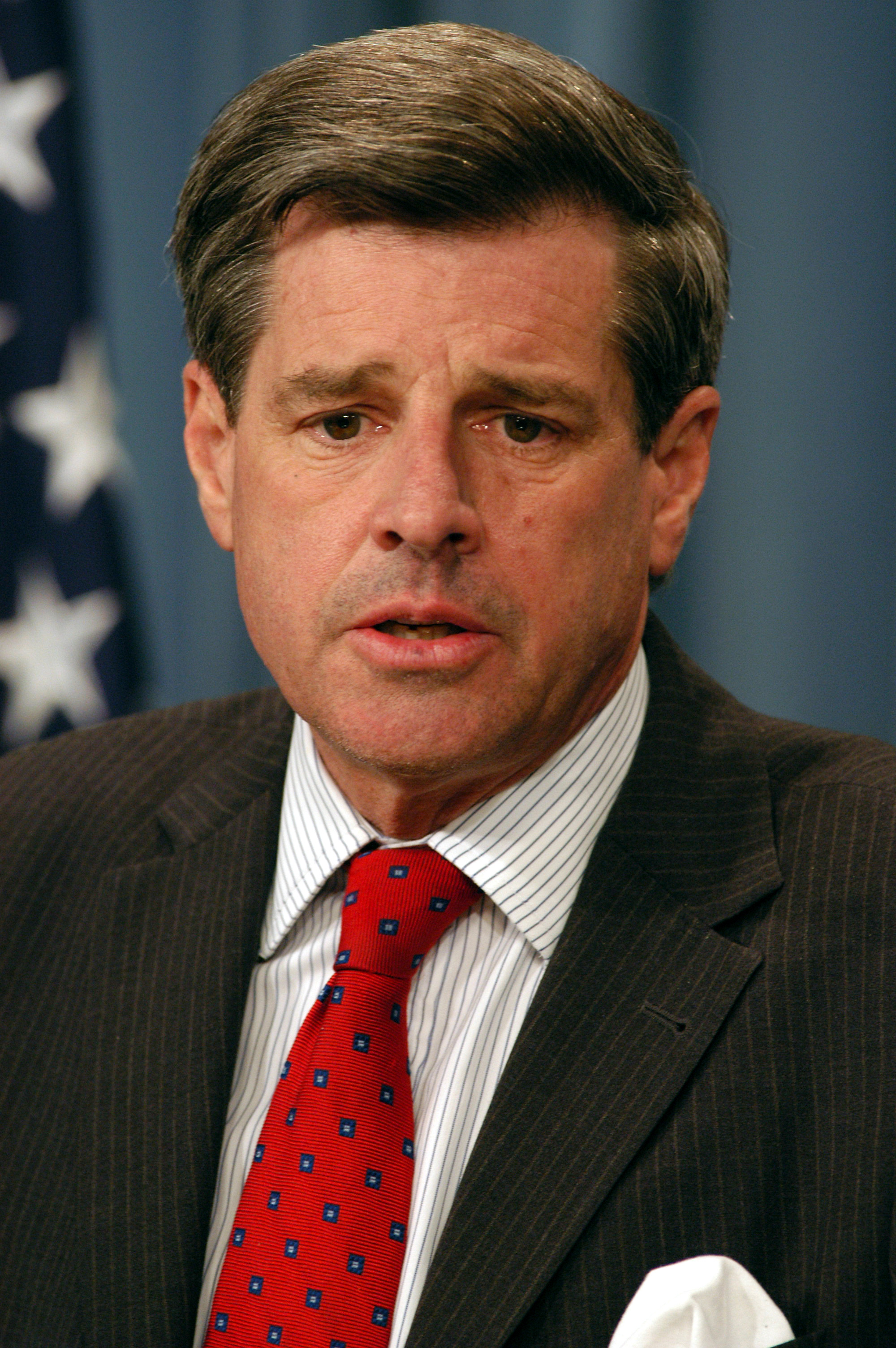
بول بريمرالعراقي

، الذي يعتقد أنه أدى إلى ظهور الجماعات المسلحة التي تملك أفرادا مدربين، بقوله إن معظم الوحدات العسكرية العراقية حلت نفسها في أعقاب الغزو على أية حال وإن أي استدعاء كان يعني تجميع قوة يغلب عليها عسكريون من السنة. وويقول إن كبار المسؤولين العسكريين الأمريكيين يحاولون جعله كبش فداء لاخفاقات ما بعد الحرب.
وتقول الصحيفة إن بريمر أشار في مذكراته التي تشرت أمس إلى انه دخل في نزاع استمر لفترة طويلة مع وزير الدفاع الأمريكي دونالد رامسفيلد وكبار القادة العسكريين الأمريكيين الذين أرادوا تقليص حجم الوجود العسكري الأمريكي في العراق عام 2004 رغم تصاعد التمرد. ونسبت الصحيفة لبريمر القول في مذكراته "إن رامسفيلد لم يكن راضيا لانتقال التعامل مع الملف العراقي من البنتاجون عام 2003 إلى كوندوليزا رايس عندما كانت مستشارة للأمن القومي". وتقول الفايننشيال تايمز "إن مذكرات بريمر تكشف عن انه لم يكن هناك خطة مفصلة لاعادة البناء في العراق، كما أن واشنطن لم يكن لديها المعلومات الاستخباراتية اللازمة للتعامل مع تمرد لم تتنبأ به". والمذكرات كشفت أيضا عن حالة الصدمة لدى الأمريكيين إزاء الوضع المتردي للاقتصاد العراقي والبنية الأساسية في العراق بعد سنوات من العقوبات". وفي غضون بتعزيزات عسكرية، إلا أن القادة العسكريين رؤوا أن عدد القوات المنتشرة كاف، بمن فيهم ريتشارد مايرز رئيس هيئة الأركان المشتركة ذلك، اعترفت وزارة الدفاع الأمريكية البنتاجون بأنها رفضت طلبا لبول بريمر الحاكم المدني الأمريكي السابق في العراق يعود إلي مايو2004 بزيادة أعداد القوات الأمريكية في العراق إلي نصف مليون جندي لمواجهة القوة المتصاعدة للعناصر المسلحة المعارضة للوجود الأمريكي. وقال لورانس دي ريتا، المتحدث باسم البنتاجون: إن بريمر رفع مذكرة للوزارة قبل شهر علي انتهاء ولايته للمطالبة آنذاك، بالإضافة إلي وزير الدفاع دونالد رامسفيلد.

### مصر تمنع سفينة حربية فرنسية من دخول قناة السويس
طلبت مصر دليلا من سفينة السفينة، كليمنصو الحربية الفرنسية، التي في طريقها للتفكيك في الهند، على أنها لا تحمل نفايات سامة علي أن تقدم كل من فرنسا والهند دليلا كتابيا يبرهن على أن السفينة لا تحمل نفايات خطرة بما لا ينتهك اتفاقية بازل التي نمنع الاتجار في المواد الخطرة.. وقال المسؤولون :، لن يسمح لها بدخول قناة السويس وسيتم إعادتها في طريقها ما لم يتم تقديم الأوراق المطلوبة. وتقول فرنسا إنها في سبيلها لتقديم المعلومات المطلوبة. وكان ناشطان تابعان لمنظمة السلام الأخضر البيئية (جرينبيس) قد صعدا في وقت سابق على متن السفينة احتجاجا على رحلتها المتجهة إلى الهند.و الغير مؤهلة للتعامل مع النفايات الملوثة بالأسبيستوس التي تحملها السفينة الحربية. وكانت لجنة رصد تابعة للمحكمة الهندية العليا قد قضت الأسبوع الماضي بأن المعلومات المتوافرة عن السفينة غير كافية وطلبت من الناقلة أن تظل على مبعدة 200 ميل بحري عن المياه الهندية بانتظار التوصل إلى قرار نهائي. وتقول الشركة التي منحت التعاقد في الهند لتفكيك السفينة إنه سيتم حماية العمال أثناء عملهم على تفكيك السفينة الحربية التي يدخل الأسبيستوس في تكوينها.

### الأكراد يقيمون وزارة خارجية بحكومتهم بشمال العراق
أعلن السيد بروسكة نوري شاويس، القيادي في الحزب الديمقراطي الكردستاني وسكرتير عام وزارة الدفاع العراقية امس الخميس، انه يتم استحداث وزارة للشؤون الخارجية في حكومة إقليم كردستان الجديدة، وقال ان هذه الوزارة حق دستوري للإقليم.واوضح ان هناك مادة في الدستور تعطي الحق للأقاليم بفتح ملاحق وقنصليات ثقافية وتجارية في الخارج، ومن المفروض ان تكون هناك وزارة تشرف علي هذه المراكز، لهذا يعطي الدستور الحق باستحداث هذه الوزارة.واضاف هناك عدد كبير من الكرد يعيشون خارج العراق ومناطق اخري في العراق، فهناك مثلا مليون كردي في بغداد، وعدد الكرد الذين يعيشون خارج العراق وخصوصا في أوروبا والمناطق الاخري في العراق يساوي عدد سكان الإقليم، ونحتاج لاستحداث وزارة تشرف علي شؤونهم.
الا انه قال لم يتم حتي الآن تسمية الوزارة في صيغتها النهائية، ولكنها ستكون وزار ة للاشراف علي الشؤون الخارجية.

### فضيحة علمية بجامعة سول الكورية
اعتذر في مؤتمره الصحفي تشونج اون تشان رئيس جامعة سول الوطنية أعرق جامعات كوريا الجنوبة عن الاحتيال العلمي الذي حدث في جامعته ويدور حول بحثين ملفقين عن خلايا المنشأ (الجنينية) خلفا وصمة لا تمحى في كوريا والمجتمع العلمي العالمي.". وقالت لجنة تحقيق من الجامعة قد لبنت ان فريقا بقيادة العالم هوانج وو سوك الذي كان مكرما في يوم من لفق بحثين عن خلايا المنشأ ولكنه تمكن بالفعل من استنساخ أول كلب في العالم عام 2005 وهو كلب صيد يدعى (سنوبي) وهي الاحرف الأولى من عبارة "كلب جامعة سول الوطنية".. وكان بحث هوانج الملفق قد أحيى بإنتاج أنسجة لها صفات وراثية خاصة للمساعدة في إصلاح الأماكن المريضة بالجسم وعلاج أمراض مثل الاصابات الحادة في الحبل الشوكي والشلل الرعاش. وكان هوانج استاذا بجامعة سول الوطنية وكان ينظر له على نطاق واسع على أنه واحد من أكبر العلماء في البلاد. وجردت حكومة كوريا الجنوبية الأربعاء هوانج من لقب "أكبر عالم" في البلاد.والبحثان ملفقان هما تقرير نشر عام 2004 عن إنتاج أول أجنة بشرية مستنسخة لغرض الابحاث ودراسة عام 2005 عن إنتاج أول خلايا منشأ جنينية ذات مواصفات خاصة. ونشر البحثان في النشرة العلمية الأمريكية (ساينس). وما زال هوانج يتمتع بتأييد عدد كبير في كوريا الجنوبية وهم يحثون الحكومة على امهاله ستة أشهر لاثبات صحة مزاعمه.

### 2 مليون طفل فرنسي يعيشون تحت خط الفقر
كشفت دراسة علمية لاتحاد العائلات في أوروبا. عن وجود 2 طفل في فرنسا يعيشون تحت خطالفقر، حيث يزيد هذا العدد بمقدار الضعف عن آخر دراسة محلية رسمية اعدتها فرنسا في العام 2004، حسب المعدل الأوروربي لحد الفقر فيبلغ نسبة 60% من الدخل المتوسط ما ارتفع بعدد الأطفال الفقراء في فرنسا إلى المليونين وفقا لاتحاد العائلات في أوروبا. وعلقت صحيفة «فان مينوت» الفرنسية في عددها الصادر اليوم على نتيجة الدراسة الأوروبية منوهة إلى أنه من بين مجموع المليونين يوجد عشرون ألفا يعيشون ضمن عائلات تضم أربعة أفراد أو أكثر. مع دخل شهري لأسرة واحدة يقدر بـ1900 يورو سنويا يصل المبلغ المخصص لإطعام كل فرد فيها إلى 2.8 يورو في اليوم الواحد. ويعني حجم هذا الانفاق على الطعام أن الأسرة المعنية تعيش -استنادا للصحيفة- تحت خط الفقر بنسبة 30%.

## الإربعاء11 يناير2006

### بعد الإفاقة..شارون يتحرك
بعد ستة أيام من اصابة شارون بنزيف في المخ.واصل الاطباء جهودهم أمس لافاقة رئيس الوزراء الإسرائيلي ارييل شارون من غيبوبة صناعية بخفض جرعة التخدير من اجل تقييم الضرر الذي لحق بخلايا المخ من جراء نزيف. وأنه يتنفس دون أجهزة تنفس صناعي وأنه حرك ذراعه وساقه حركة خفيفة.لكن ما زال الاطباء لا يعرفون مدى تأثير الحالة على وظائفه الحيوية. فلم يفتح بعد عينيه أو يستعد وعيه..وقالت صحيفة معاريف ان ابني شارون عزفا سيمفونيات لموتسارت بجوار فراشه في محاولة لاستثارته لابداء أي استجابة.وقال شلومو مور-يوسف مدير مستشفى هداسا للصحفيين ان أجهزة التنفس الصناعي لم تنزع عنه لكنه "يتنفس بشكل تلقائي." وأضاف "هذه أول بادرة على نوع من النشاط في الدماغ."وأضاف في وقت لاحق ان شارون استجاب في اختبار لمدى الإحساس بالالم بتحريك ذراعه اليمنى وساقه اليمنى حركة خفيفة.وعملية افاقة شارون من التخدير التي قد تستمر عدة أيام حاسمة لتحديد حجم الضرر الذي لحق بالوظائف الحيوية لشارون وفرصه في الحياة. غير ان الخبراء يقولون انه ليس هناك ما يضمن افاقته. وإذا قرر الاطباء أن شارون اصيب بعجز مستديم فسيرفعون نتائج ما توصلوا اليه للمدعي العام. وستختار الحكومة رئيسا للوزراء من بين وزراء حزب كديما الذي اسسه شارون في الفترة الأخيرة الاعضاء في البرلمان.نقلت وكالة الأنباء الفرنسية عن الدكتور "فيليكس أومانسكي" كبير الجراحين المشرفين على حالة رئيس الوزراء الإسرائيلي أرييل شارون إنه يشعر بالذهول من قدرة جسم رئيس الوزراء على التعافي من نزيف خطير في المخ كالذي أصابه." وأضاف أومانسكي إن التقييم الكامل لمدى الضرر الذي أحدثه النزيف في المخ قد يستغرق عدة أشهر، لكنه قال "إن التقدم الذي أظهره فاق كل التوقعات." ويواصل الأطباء الإسرائيليون عملية وقف تزويد جسم شارون بالموادة المخدرة التي أبقته في غيبوبة منذ تعرضه لجلطة دماغية قبل نحو أسبوع. وقد يستغرق خفض مستوى تلك المواد إلى نسبة الصفر نحو 36 ساعة تنتهي بحلول ليلة الأربعاء. وقال الأطباء إنه أظهر تحسنا عصبيا طفيفا لكن حالته ما زالت حرجة.

### خـدام يتهم الأسـد علانية بانه وراء اغتيال الحريري
صرح المنشق عبد الحليم خدام النائب السابق للرئيس السوري في حديث للإذاعة الفرنسية أوروبا-1 أمس الثلاثاء انه على قناعة تامة بان الرئيس السوري بشار الاسد اعطى امر اغتيال رئيس الوزراء اللبناني السابق رفيق الحريري. وقال خدام : اني على قناعة تامة بذلك. مؤكدا ان الرئيس السوري وجه تهديدات إلى رفيق الحريري. وقال: انه قال للجنة التحقيق في اغتيال الحريري التي التقى رئيسها الألماني ديتليف ميليس الاسبوع الماضي ان مثل هذا القرار (اغتيال الحريري) لا يتخذه الا رئيس الدولة. مع مجموعة من النظام التي تحيط به. وفي مقارنة بين الرئيس السوري الحالي ووالده قال خدام ان حافظ الاسد كان يستخدم عقله ويصغي إلى الآخرين في حين ان بشار الاسد انفعالي وضعيف ويحب المال. وكرر ان بشار الاسد يتخذ قرارات واجراءات دون أن يكون مدركا لما يعمل. وهو مضطرب وقلق وينام قليلا جدا وهو منفعل بشكل دائم.

#### تكاليف حرب العراق
قالت اللفتنانت كولونيل روزان لينش من مشاة البحرية والمتحدثة باسم البنتاجون امس ان الحرب في العراق تكلف الولايات المتحدة 4.5 مليار دولار شهريا فيما يتعلق بتكاليف العمليات العسكرية ولا يتضمن هذا شراء الأسلحة والمعدات الجديدة، وأشارت إلى ان الحرب في العراق تكلفت 173 مليار دولار حتى الآن.

### مرض شارون انتقام رباني لإنسحابه من غزة
المعلق التلفزيوني الأمريكي الشهير ورجل الدين المسيحي بات روبرسون أوعز مرض شارون الأخير ونزيف المخ سببه انسحاب جنود شارون من غزة لأن الرب يعتبر هذه الأرض (أسرائيل) أرضه.

### منع ويكيبيديا بالصين للمرة الثالثة بسبب تيوان والتبت

الصين الشعبية

ما زالت ويكيبديا ممنوعة بالصين للأسبوع العاشر وهذا ثالث حظر حكومي صيني رغم امتعاض الطلاب والباحثين وتأثير المنغ علي مواصلة أبحاثهم. ولا يعرف هل سيكون مؤقتا أم دائما ؟.وسبب هذا الحظر بسبب نشر الموسوعة موضوعات محرمة بالصين حول استقلال تيوان والحكم الذاتي للتبت.

## الإثنين9 يناير2006
- اليوم 3 ملايين حاج فوق عرفات.

### بجدة وشرم الشيخ..الأسد يناشد دعم خادم الحرمين ومبارك
للحصول على دعم القاهرة والرياض، التقى الرئيس السوري بشار الأسد أمس الأحد بالملك عبد الله بن عبد العزيز في مدينة جدة السعودية، قبل أن يطير إلى شرم الشيخ للقاء الرئيس المصري حسني مبارك. وأكد خادم الحرمين الشريفين حرص السعودية على تعزيز العلاقات السورية - اللبنانية وتقويتها في جميع المجالات وبما يحفظ مصالح البلدين الشقيقين وأمن المنطقة. وأكدت القمة السعودية السورية دعوتها للانسحاب الإسرائيلي من كافة الأراضي العربية والفلسطينية المحتلة وتمكين الشعب الفلسطيني من بناء دولته المستقلة وعاصمتها القدس الشريف. كما أكدت على ضرورة الانسحاب الإسرائيلي التام من الجولان السوري المحتل إلى خط الرابع من يونيو 1967 ومن مزارع شبعا اللبنانية وفق مبادرة السلام العربية التي أقرتها قمة بيروت عام 2002. وكشف البيان عن قبول العاهل السعودي لدعوة وجهها له الرئيس السوري بشار الأسد لزيارة سورية دون أن يحدد موعدها. وفي منتجع شرم الشيخ المصرية، وصل الرئيس السوري بشار الأسد مساء الأحد عقب اختتام زيارته في جدة لاجراء مباحثات مع نظيره المصري حسني مبارك. وبحثا التطورات في سورية ولبنان. والزيارة تأتي في أعقاب التصريحات الأخيرة لنائب الرئيس السوري السابق عبد الحليم خدام الذي كشف عن الكثير من الأحداث بالنسبة لاغتيال رئيس وزراء لبنان الأسبق رفيق الحريري واتهام دمشق لخدام بأنه يقوم بدور -مرسوم لتوريط سورية-. وبعد اعلان سورية رفضها لقاء رئيسها مع لجنة التحقيق الدولية في اغتيال الحريري إضافة إلى بحث نتائج زيارة مبارك الأخيرة لفرنسا.

### مقتل 17 عسكريا أميركيا في تحطم مروحية وهجمات متفرقة بالعراق
أعلن الجيش الأميركي أن طاقم طائرة هليكوبتر من طراز بلاك هوك وثمانية من ركابها لقوا حتفهم عندما تحطمت شمال العراق مساء السبت. ويجري التحقيق حاليا في سبب الحادث الذي وقع عند قرية شرق مدينة تلعفر بينما كانت المروحية في رحلة إلى عدد من القواعد شمال العراق حيث فقدت القيادة الاتصال مع طاقمها.وأعلن مقتل ثلاثة عناصر من مشاة البحرية الأميركية في مدينة الفلوجة غرب بغداد لدى تعرضهم لإطلاق نار في حوادث متفرقة.
وأوضح بيان الجيش إن العناصر الثلاثة قتلوا خلال ملاحقة القوات الأميركية المسلحين في المنطقة.

### إطلاق سراح منفذ محاولة اغتيال البابا

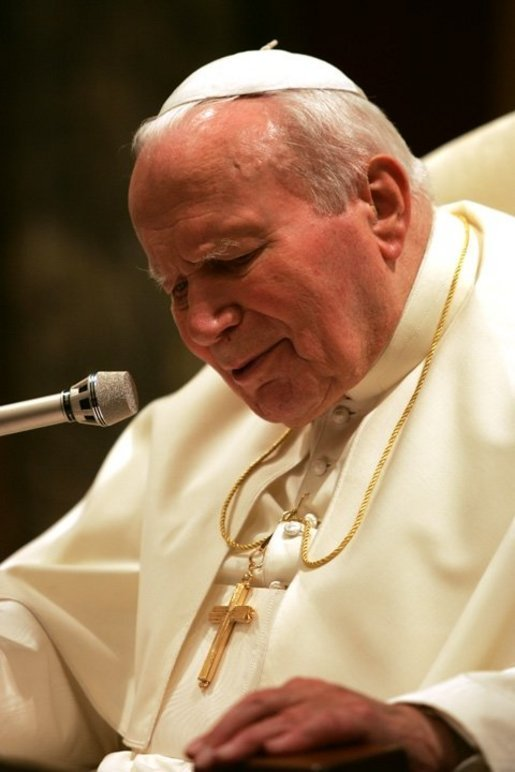
Pope John Paul II

قررت محكمة تركية السماح بإطلاق سراح محمد علي آغا (48 عاما) الذي حاول اغتيال البابا يوحنا بولس الثاني في عام 1981، وقال محامي الدفاع عن آغا لوكالة اسوشيتد برس ان إطلاق سراح موكله سيتم يوم الخميس المقبل. يناء على وثيقة صادرة عن دائرة السجون جاء فيها ان آغا قد اتم عقوبته. وكان آغا قد أطلق النار على البابا في ساحة القديس بطرس في الفاتيكان ولم يعرف حتى الآن ما الذي دفع آغا على القيام بمحاولة الاغتيال وكان البابا يوحنا بولس الثاني قد سامح المعتدي عليه وزاره في السجن. وبعد أن قضى 20 عاما من عقوبة السجن في إيطاليا، نقل آغا إلى تركيا حيث سجن عام 2000، بعد تسليمه بسبب قتله، في عام 1979، لصحفي تركي يساري وسطوه على مصرفين... وآغا لا يزال مطلوبا للخدمة العسكرية الإجبارية في تركيا وقد يلتحق لاتمامها فور خروجه من السجن.

### زلزال يضرب اليونان

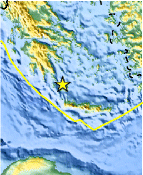
موقع الزلزال

ضرب زلزال أمس أثينا عاصمة اليونان شدته 6,7 وشعرت به القاهرة بمصر وسواحل الأردن وكلن مركزه علي بعد 200 كم جنوب أثينا حيث أحدث أضرارا طفيفة بحزيرة كاتيرا اليونانبة التي كانت في بؤرته بالبحر الأبيض المتوسط.

## السبت7 يناير2006
- اليوم يرتفع عدد قتلى الجيش الاميركى إلى 2210 جندى منذ اجتياح العراق في مارس 2003 وفق حصيلة للبنتاجون.

### جراحة عاجلة ثالثة لشارون واتهـامات للفـريق الطـبي بإهمـال صحته
أجريت لرئيس الوزراء الإسرائيلي أرييل شارون جراحة عاجلة أمس، هي الثالثة خلال48 ساعة، إثر اكتشاف نزيف جديد بالفص الأيمن من المخ، وارتفاع في ضغط الدم بالجمجمة، مما أدي إلي غرق دماغ شارون في الدماء وذلك عقب فحص بالأشعة المقطعية بمستشفي هداسا بالقدس.وكان شارون قد غادرغرفة العمليات، بعد ثلاث ساعات من الجراحة، وتوقعت مصادر طبية من خارج الفريق الطبي عدم نجاة شارون، وشددت علي أن فرص شفائه دون ضرر جسيم بخلايا المخ هي صفر في المائة. وقال أطباء الأعصاب بمستشفي هداسا لصحيفة معاريف، إن شارون حتي في حالة نجاته سيفقد القدرة علي الكلام وسيصاب بالشلل.ووسط الضجة الهائلة في إسرائيل طرحت معظم وسائل الإعلام الإسرائيلية اتهامات عنيفة للمسئولين عن تأمين صحة رئيس الوزراء وكيفية السماح له بالمبيت مساء الأربعاء في مزرعته الواقعة علي بعد ساعة من هداسا في الوقت الذي كان سيجري فيه جراحة القسطرة صباح الخميس الماضي.وقد كشف استطلاع للرأي نشرت صحيفتا هاآرتس ويديعوت أحرونوت نتائجه أمس، عن أن حزب كاديما الجديد يمكنه الحصول علي40 مقعدا في الانتخابات المقبلة حتي في حالة غياب شارون إذا تولي شيمون بيريز أو إيهود أولمرت زعامته.

### خدام يطالب المجتمع الدولي باحتلال سوريا ومحاكمة بشار
في حديث لقناة فرانس 3 العامة وفي فصره بحي فاخر في باريس طالب عبد الحليم خدام (73 عاما) النائب السابق للرئيس السوري بشار الاسد المجتمع الدولي بالقيام بحملة لاحتلال سورية وإسقاط النظام البعثى والقاء القبض على الرئيس الاسد ومحاكمته مثل صدام حسين المهم هو انقاذ سورية من هذا النظام. وتعهد نائب الرئيس السوري السابق، عبد الحليم خدام، بالعمل من المنفى على إسقاط حكومة الرئيس بشار الأسد معرباً عن أمله في أن يحرر الشعب السوري نفسه قريباً من هذا النظام الفاسد.وفي حديث لـCNN قال خدام، الذي أعلن مؤخراً انشقاقه عن دمشق بانتقادات لاذعة للنظام السوري البعثي الذي يحكم سوريا منذ عام1963، قائلا :“شاركت في بناء هذا النظام، وأدرك كيفية تفكيكه.” وسيعمل إلى جانب السوريين في محاولة للتخلص من النظام القمعي.. ويعتقد أن الشعب السوري سيتحرر قريباً من هذا النظام الفاسد. وأشار إلى أن قرار الأسد بالضغط للتمديد ولاية ثانية للرئيس اللبناني إميل لحود أدت لاغتيال الحريري، وأن الخطوة تسببت في “الانسحاب المذل للقوات السورية من لبنان وتصدع العلاقات السورية اللبنانية، وانعزال سوريا عربياً ودوليا.

## الجمعة6 يناير2006

### شارون يصارع الموت في معركته الأخيرة
لن يتمكن الجنرال السابق الذي يرقد في غيبوبة حاليا من استعادة سيطرته السياسية مرة أخرى قبل الانتخابات الإسرائيلية المقرر أن تجرى في نهاية مارس الا بمعجزة. ففي صحيفة الإندبندنت: كيف سيحكم التاريخ على أرييل شارون؟ لقد كان شارون من أشد وأقسى القادة العسكريين. وهو مسؤول عن واحدة من أفظع جرائم الحرب التي شهدها العالم في القرن العشرين. وتضيف أن شارون الذي وصفه الرئيس الأمريكي جورج بوش بأنه "رجل سلام" يقف وراء مجزرة صبرا وشاتيلا التي ستظل وصمة عار في جبين الدولة الصهيونية، فإن صورة شارون ستظل هي صورة مجرم الحرب ليس فقط في العالم العربي وإنما في جزء كبير من العالم الغربي بما في ذلك لدى بعض اليساريين في إسرائيل، مع استثناء البيت الأبيض ووزارة الخارجية الأمريكية وحكومة توني بلير طبعا." فلقد عارض عندما كان وزيرا للخارجية الحرب التي خاضها حلف شمال الأطلسي في كوسوفو بدعوى معارضته "للإرهاب الإسلامي" هناك ". وعارض (شارون) اتفاقية السلام مع مصر عام 1979. وصوت ضد الانسحاب من جنوب لبنان عام 1985 وعارض مشاركة إسرائيل في مؤتمر السلام في مدريد عام 1991 كما عارض تصويت الكنيست على اتفاق أوسلو عام 1993. وامتنع عن التصويت لفائدة اتفاقية سلام مع الأردن عام 1994. وصوت ضد اتفاقية الخليل عام 1997. وانتقد انسحاب إسرائيل من جنوب لبنان عام 2000. ومع حلول عام 2000 كان قد أكمل بناء 34 مستوطنة جديدة في الأراضي الفلسطينية. ثم يقال بعد هذا كله إنه رجل سلام". وتعتبر صحيفة الجارديان ايهود اولمرت خلف شارون بانه متغطرس ويفتقر إلى الحنكة العسكرية. وغياب شارون وانتهاء مشواره السياسي مؤشر لطي مرحلة معينة في تاريخ السياسة الإسرائيلية. وتقول إنه لا يعرف حتى الآن من سيخلف شارون على رأس السلطة في إسرائيل وما إن كانت أزمة الخلافة ستعطي دفعة في اتجاه إنهاء الصراع مع الفلسطينيين أم أنها ستضع حدا للفرص التي وضعها شارون من خلال خطة فك الارتباط العام الماضي. وتقول صحيفة الديلي تيلجراف أن الحياة السياسية لشارون قد انتهت. كما تقول إن أحدا لم يكن ليعرف ماذا كان سيقدم عليه شارون لو أنه فاز في الانتخابات المقررة في شهر مارس المقبل.وتخصص صحيفة التايمز مقالات بعناوين : الأطباء يصارعون من أجل إنقاذ حياة رجل واحد ورجال السياسة يصارعون من أجل السلام. ورئيس الوزراء بالوكالة مطالب بإزاحة العراقيل بدون الجرافة (أو البلدوزر) واحتفالات في غزة والضفة الغربية لمصير " الجزار" ثم أخيرا الخروج السياسي لشارون في هذا الوقت أمر سيء ولكنه ليس بالكارثة. فالجلطة التي أصيب بها شارون "أعادت تشكيل الساحة السياسية في إسرائيل" معتبرة أن زعيم الليكود بنيامين نتنياهو وزعيم حزب العمال عامر بيريتس سيكونان من أكبر المستفيدين وذلك باستفادتهما من الأصوات التي كانت ستذهب لحزب كاديما الجديد. وانتهاء مرحلة شارون تثير قلقا أيضا بالنسبة لمصير الانتخابات الفلسطينية وتقول إن المسؤولين الفلسطينيين أعربوا عن قلقهم لحالة شارون الصحية خشية منهم من أن تغير الحكومة الإسرائيلية المقبلة المسار الذي بدأه شارون.

### الظواهري يندد بأمريكا ويتوعد عملاءها من المسلمين والعرب
في شريط مصوربثته الجزيرة هنأ أيمن الظواهري الرجل الثاني في تنظيم القاعدة الأمة الإسلامية بما أسماه انتصار الإسلام في العراق، مدللا على ذلك بإعلان الرئيس الأميركي جورج بوش في نوفمب الماضي عزمه على سحب قواته من العراق.تحت وقع ضربات «المجاهدين» في العراق، ووضع جدول زمني لهذا الانسحاب. وسخر الظواهري من تبرير بوش قرار الانسحاب بجاهزية القوات العراقية، مؤكدا أن هذه القوات لن تستطيع مواجهة ضربات «المجاهدين» التي عجزت طائرات وصواريخ «ما يسمى القوة العظمى بالعالم» عن إيقافها.وتوعد الظواهري من أسماهم أتباع الأميركيين في العراق من المسلمين والعرب، بحساب عسير على أيدي المجاهدين مؤكدا أن وقت الحساب قد دنا بمجرد خروج القوات الأميركية من البلاد.كما نصح حلفاء أميركا وبريطانيا بسحب قواتهم من أراضي الدول الإسلامية والتوقف عما أسماه دعم الحكام الفاسدين محذرا إياهم من مواجهة الكوارث التي يسببها لهم المجاهدون من أبناء الأمة الإسلامية.وشن الظواهري هجوما عنيفا على الحضارة الأميركية التي قال إنها أثبتت للعالم أنها قائمة على الكذب والخداع والتناقض وقمع الحريات وانتهاك الحقوقوشدد على أنه لا سبيل لحصول المسلمين على حريتهم وسيادتهم إلا عبر الجهاد، مؤكدا أن ما أسماه «فتات الحرية» الذي حصل في بعض الدول الإسلامية لم يأت إلا بفعل الضغط وقرع ضربات المجاهدين.

## الخميس5 يناير2006

### شارون في «حالة حرجة» بالمستشفي

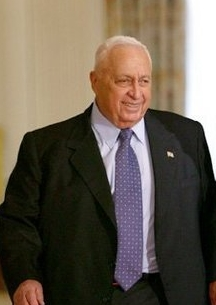
شارون

رئيس الوزراء الإسرائيلي، أرييل شارون، نقل إلى قسم الجراحة في مستشفى هاداسا الجامعي بالقدس فاقد الوعي وشخصت حالته على أنها «جلطة ونزيف شديد في المخ» ويقوم بعمله نائبه ووزير ماليته إيهود أولمرت. ويبدو أن حياته في خطر«. وأذاعت القناة الثانية في التلفزيون الإسرائيلي أن شارون نقل إلى غرفة الجراحة لعلاج النزيف في المخ وإنه يعاني من شلل في نصفه السفلي، ويخضع لتخدير كامل وتم توصيله بأجهزة التنفس الاصطناعي. وكان مقررا أن يخضع اليوم الخميس إلى جراحة باستخدام قسطرة لسد ثقب صغير في القلب، يعتقد أنه ساهم في إصابة شارون بالجلطة مما استلزم بقاءه في المستشفى لعدة أيام. ومشاكل شارون الصحية غيرت من الموقف السياسي. والقت بظلالها بالفعل على الساحة السياسية الإسرائيلية». وقال متحدث باسم شارون إن وزراء من حزب الليكود، كانوا يعتزمون الاستقالة من مجلس الوزراء، قد عدلوا عن قرارهم ليتمكنوا من مساعدة الحكومة في اجتياز هذه الفترة.

## الأربعاء4 يناير2006

### المسجد الأقصي في خطر
أكدت الهيئة الإسلامية العليا ومؤسسة الأقصى لإعمار المقدسات استمرار الحفريات الإسرائيلية أسفل الحرم القدسي الشريف. ونفت الخارجية الإسرائيلية لقناة الجزيرة وجود حفريات تحت المسجد الأقصى أسفل الحرم القدسي الشريف. وقال رئيس الحركة الإسلامية في إسرائيل الشيخ رائد صلاح إن هناك نفقا يسمح بمرور شاحنة تحت المسجد الأقصى.وأضاف صلاح في مؤتمر صحفي بالقدس أن مهندسا إسرائيليا يدعى إلياف نحلائيلي قام خلال السنوات الماضية بتصميم سبع غرف تحت الحرم القدسي لتمثيل ما يدعي أنه تاريخ اليهود قديما وحديثا. وقال صلاح إن كنيسا يهوديا أقيم على بعد 90 مترا من قبة الصخرة المشرفة أسفل المسجد الأقصى، الذي هو وقف إسلامي كامل فوق الأرض وتحت الأرض. وأضاف أن هناك مجسما خياليا لما يسمى بالهيكل مكان قبة الصخرة المشرفة، مما يدل على مشروع خطير لتدمير قبة الصخرة تقف وراءه المؤسسة الرسمية الإسرائيلية.وحذر من مخططات المؤسسة الدينية الإسرائيلية التي أعلنت أن بناء «الهيكل» سيتم قبل 2007. وأشار إلى أن الصور الفوتوغرافية والفيديو والوثائق تثبت أن الحفريات أسفل المسجد الأقصى مباشرة، متواصلة لكن لا يعرف إلى أي مدى وصلت. ومن جهته أكد مفتي القدس الشيخ عكرمة صبري في المؤتمر نفسه أن إنشاء الغرف تم بعد أن فشلت سلطات الاحتلال في العثور على أي أثر للهيكل المزعوم أسفل المسجد الأقصى. وحذر من أن الحفريات وصلت إلى عمق أكثر من 15 مترا، مما يعد اعتداء صارخا على الوقف الإسلامي يعرض بنيان الأقصى للانهيار.

### لا انتخابات فلسطينية.. بدون القدس
صرح محمزد عباس رئيس السلطة الفلسطينية بأن الانتخابات ستؤجل إذا لم تشترك فيها القدس.. ففي ظل منافسة قوية بين حركتي التحرير الوطني الفلسطيني (فتح) والمقاومة الإسلامية (حماس).انطلقت أمس الحملة الانتخابية للانتخابات التشريعية الفلسطينية بعد دعوات لتأجيلها بسبب تردي الوضع الأمني وموقف الحكومة 

علم فلسطينالإسرائيلية

 من التصويت في القدس.ويجرى الاقتراع في 25 من الشهر الجاري. وعند ضريح الزعيم الراحل ياسر عرفات داخل مقر السلطة الفلسطينية في رام الله بالضفة الغربية., قال مدير الحملة نبيل شعث نائب رئيس الوزراء إن فتح ستعمل على إرساء أسس دولة فلسطينية ومحاربة الفساد. وقال شعث «سنواصل الكفاح حتى نهاية الاحتلال والجدار والاستيطان ونقيم دولة فلسطينية في إطار حل سلمي».ومن أمام منزل الشهيد أحمد ياسين بغزة أعلن إسماعيل هنية رئيس قائمة حماس «التغيير والإصلاح» انطلاق الحملة رافضا إرجاء الانتخابات بسبب القدس ووعد أيضا باتخاذ خطوات لإعادة ترتيب البيت الفلسطيني على قواعد سليمة ومحاربة الفساد. وتضمن برنامج حماس كذلك الرعاية الاجتماعية والاقتصادية وتطوير الخدمات للفلسطينيين.ومن سجنه الفلسطيني بأريحا دعا الأمين العام للجبهة الشعبية لتحرير فلسطين أحمد سعدات في مؤتمر صحفي الناخبين للإقبال على التصويت ووعد بالدفاع عن المصالح الوطنية. ومنعت قوات الاحتلال الإسرائيلي بالقوة النائبة الفلسطينية حنان عشراوي من إطلاق حملتها للانتخابات التشريعية الفلسطينية في منطقة باب العامود بالقدس الشرقية المحتلة.وأوقفت في البلدة القديمة رئيس قائمة فلسطين المستقلة مصطفى البرغوثي بتهمة القيام بدعاية انتخابية محظورة.وقال شيمون بيريز نائب رئيس الوزراء الإسرائيلي للجزيرة إن تل أبيب لم تتخذ قرارا نهائيا بشأن مشاركة المقدسيين في الانتخابات. ويتنافس 412 مرشحا على مقاعد المجلس التشريعي في 16 دائرة موزعة بين الضفة الغربية وقطاع غزة، كما يتنافس 314 مرشحا آخرين موزعين على 11 قائمة في الانتخابات التي ستجري على أساس النسبية على مستوى كافة الأراضي الفلسطينية.

### لحود يناشد المجتمع الدولي من أجل الغجر
لمواجهة الخطة الإسرائيلية الجديدة القاضية بإقامة جدار الخط الحدودي وسط قرية الغجر الحدودية بلبنان طلب الرئيس اللبناني اميل لحود من وزير الخارجية فوزي صلوخ ان تقوم الدبلوماسية اللبنانية بتحرك سريع وفاعل وشدد على ضرورة ابلاغ المجتمع الدولي رفض لبنان هذه الخطوة التي تندرج في اطار الاعتداءات الإسرائيلية المتواصلة على سيادته وسلامة أرضه.و أعرب رئيس هيئة الأركان الإسرائيلية المشتركة للجيش الإسرائيلي «دان هالوتز» عن تأييده لبناء جدار يحيط بقرية الغجر جنوبي لبنان. ومن المقرر أن يلتقي خبراء من «الشين بيت» ووزارة الداخلية اليوم الأربعاء لمناقشة خطة تقضي ببناء جدار في قرية الغجر مع احتمال نقل إجباري لبعض السكان في القرية، كما ذكرت القناة الثانية الإسرائيلية. وحسب القناة الإسرائيلية الثانية فإن الجيش الإسرائيلي يؤيد فكرة نقل سكان القرية في الشطر الشمالي اللبناني إلى الشطر الذي ضمته إسرائيل إليها. وكان مئات من سكان قرية الغجر قد ساروا في مظاهرة أعربوا فيها عن رفضهم مساعي إسرائيل لتقسيم القرية. حاملين شعارات ولافتات كتب عليها عبارات من قبيل:«نحن سوريون، هذه الأرض عربية.» و«ندعو الحكومة اللبنانية وحزب الله لمنع إسرائيل من بناء الجدار لتقسيم قريتنا.» وتعتبر قرية الغجر الملاصقة لمزارع شبعا المحتلة امتدادا لهضبة الجولان السورية التي احتلها إسرائيل في حرب عام 1967 وضمتها عام 1981. وتقع القرية بين الحدود السورية اللبنانية أسفل جبل الشيخ فوق تل يشرف على نبع الوزاني الذي كان مصدر صراع متواصل بين إسرائيل ولبنان. وسكان القرية هم سوريون مسلمون علويون، ورغم أن قسما كبيرا منهم بات يحمل الجنسية الإسرائيلية إلا أنهم يعتبرون أنفسهم سوريين.

### أخبار سريعة
- ايـران تقرر استئناف أبحاث تكنولوجيا الوقود النووي:

أعلنت إيران انها ستستأنف نشاطاتها حول أبحاث تكنولوجيا الوقود النووى والتي كانت قد علقتها منذ سنتين.
- روسيا تخصص 884 مليار دولار للتسلح خلال 2006:

أعلن وزير الدفاع الروسي سيرجي ايفانوف أن مشتريات السلاح للقوات الروسية ستصل لـ884 مليار دولار بـ2006
- نزاع روسيا وأوكرانيا يقفز النفط فوق 63 دولارا:

قفزت أسعار النفط إلى أعلى مستوياتها في بورصة نايمكس الثلاثاء بسبب نزاع الغاز بين روسيا وأوكرانيا.
- قرعة كأس آسيا 2007 بكولالمبور اليوم:

تتجه أنظار كافة دول القارة الصفراء «آسيا»، اليوم صوب العاصمة الماليزية كوالالمبور مقر الاتحاد الآسيوي لكرة القدم والتي ستشهد مراسم قرعة تصفيات الأدوار المؤهلة لكأس آسيا 2007 لكرة القدم. والجدير بالذكر أنه ولأول مرة ستقام نهائيات كأس آسيا 2007 بأربع دول وهي التي تأهلت منتخباتها للنهائيات مباشرة ماليزيا وفيتنام وإندونيسيا وتايلاند خاصة بعد تنظيم مونديال 2002 بكوريا الجنوبية واليابان.

## الثلاثاء3 يناير2006

### احذر أدوية البرد والكحة

رمز الصيدلة

أكدت منظمة الأغذية والأدوية الأمريكية «FDA»، خطورة بعض أدوية البرد والكحة وانقاص الوزن (بكبح الشهية) واحتقان الأنف التي تدخل في تركيبها مادة «فينيل بروبانولامين» PHENYLPROPANOLAMINE hydrochloride. التي تسبب حدوث نزيف بالمخ.
 أجرت المنظمة دراسة حول تلك المادة على مدار خمس سنوات منذ عام 2000 م، وأوصت الشركات المصنعة للأدوية بضرورة عدم تصنيع الأدوية التي تحتوي على مادة الفينيل البروبانولامين، وجعلها خالية من هذه المادة وإحلال البدائل عنها لتجنب خطر النزيف، إلى جانب تشديدها على أهمية صرف تلك الأدوية بوصفات طبية تلافياً للأخطار المحتملة ومن المعروف ان المرضى الذين لديهم قابلية لارتفاع ضغط الدم عرضة لنزيف المخ عند استعمال الأدوية القابضة للأوعية الدموية.

### مذابح جماعية أمريكية ضد السنة بشمال العراق
أذاع راديو القاهرة أن متحدثا باسم قوات الأمن العراقية قال الثلاثاء ان 14 فردا من أسرة عراقية واحدة قتلوا في غارة جوية أمريكية على بلدة بيجي في شمال العراق. وقال المتحدث باسم مركز التنسيق المشترك الذي يشرف على الاتصال بين القوات الأمريكية والعراقية ان الغارة الجوية الأمريكية دمرت منزلا مما أدى إلى مقتل 14 كانوا بداخله من بينهم 4 أطفال. وأضاف ان القصف الجوي الأمريكي الذي وقع ليل الاثنين أصاب أربعة منازل وجرح في الغارة ثلاثة اخرون من جراء قنابل الفوسفور الحارق المحرمة دوليا.

### الأسد لن يتعرض للاستجواب
بعد التصريحات التي أدلى بها عبد الحليم خدام نائب الرئيس السوري السابق لقناة الجزيرة والتي قال فيها إن الأسد هدد الحريري قبل فترة من اغتياله، تتحدث صحيفة الجارديان عن طلب لجنة التحقيق في مقتل رئيس الوزراء اللبناني الأسبق رفيق الحريري، لقاء الرئيس السوري بشار الأسد. وكان ديتليف ميليس الرئيس السابق لفريق التحقيق الدولي قد قال في تقريره السابق إن "السلطات" السورية ضالعة في عملية اغتيال الحريري. ونقلت الصحيفة عن متحدثة باسم لجنة التحقيق إن تصريحات خدام تؤكد ما قالته مصادر أخرى. ولاسيما وأن خدّام كان ركنا أساسيا من أركان الحكم السوري طوال عهد الرئيس السابق حافظ الأسد، وركنا أساسيا في عملية نقل السلطة إلى الرئيس بشار عبر قانون صادر بتوقيعه بتعديل دستوري يذكّر بأسلوبِ عقد مجلس الشعب لتمريره آنذاك أسلوبُ عقد الجلسة الطارئة لإدانة خدّام الآن بالخيانة العظمى، كما بقي خدام لعدّة سنوات أحد أركان الحكم السوري في عهد بشار الأسد. ووفقا لخدام فإن الأسد قال للحريري، الذي كان يعارض التمديد للرئيس اللبناني اميل لحود، في أغسطس عام 2004: "أنت تريد رئيسا جديدا للبنان.. وأنا لن أسمح بذلك وسأسحق كل من يحاول معارضة قرارنا. وتقول الصحيفة إن لجنة التحقيق طلبت في السابق لقاء الأسد وهو ما قوبل بالرفض، لكن مسؤولين سوريين أشاروا آنذاك إلى أن الأسد قد "يلتقي" مع فريق التحقيق إلا أنه لن يتعرض لأي استجواب.. ويقول مراسل الجارديان في دمشق روري مكارثي، إن هناك روحا وطنية تخيم على البلاد، حيث تنتشر الأعلام السورية وصور الرئيس في كل مكان إضافة إلى اللافتات المنتشرة في نوافذ المتاجر والتي تحمل شعارات مثل "من أجل سوريا" و"سوريا لا تركع لغير الله"، كرد فعل على أصعب أزمة يواجهها النظام منذ سنوات.. فالحكومة لا تزال تقمع المعارضين، وتسحق أي محاولة للانشقاق، والأسد حذر في كلمة له الشهر الماضي بأنه لن يتغير، ومناقشة قانون تشكيل أحزاب سياسية جديدة"سيستغرق الآن وقتا أطول".

### واشنطن بوست: بعد فشلها بالعراق>>أمريكا تعيد حساباتها
صحيفة واشنطن بوست. قالت: إن الإدارة لن تسعى إلى تخصيص أموال لإعادة بناء العراق عندما تقدم الميزانية الجديدة للكونجرس الشهر القادم، ومن المقرر أن ينفد المبلغ المخصص حاليا لإعادة إعمار العراق، وقيمته 18 مليار دولار، في يونيو 2007.فمشروعات لم تكتمل وقيمتها عشرات المليارات من الدولارات سيتحملها العراقيون. ولا سيما وان قطاع النفط وشبكة الطاقة مستوى إنتاجهما يقل عن فترة قبل الحرب. وتقول الصحيفة إن هذا القرار هو اعتراف ضمني من الإدارة الأمريكية بفشل جهود إعادة البناء في مواجهة العمليات المسلحة المستمرة، فأكثر من نصف الأموال المخصصة لإعادة بناء العراق تحولت إلى جهود مكافحة المسلحين والإعداد لمحاكمة صدام حسين. وهذا يعد تراجعا عن وعد الرئيس الأمريكي جورج بوش، بمنح العراق أفضل بنية تحتية في المنطقة، لكن قشل الإدارة الأمريكية سيعزز التكهنات بأنها تعتزم القيام بانسحاب جزئي قبل أنتخابات التجديد النصفي الأمريكية في نوفمبر القادم.

## الأثنين2 يناير2006

### لجنة التحقيق في مقتل الحريري تطلب مقابلة الرئيس السوري
طلبت اللجنة المكلفة بالتحقيق في مقتل رفيق الحريري مقابلة الرئيس السوري بشار الأسد ووزير الخارجية فاروق الشرع وذلك بعد تحميل كبار مسئولي سوريا المسئولية عن اغتيال رئيس وزراء لبنان السابق رفيق الحريري، الأمر الذي أدى بصورة مباشرة إلى رحيل القوات السورية من لبنان. 

## الأحد1 يناير2006

### مبارك شخصية عام 2005
اختار مركز الدراسات التابع لموقع الصحيفة اللبنانية القناة الأخبارى على الإنترنت الرئيس المصري محمد حسنى مبارك شخصية عام 2005. لجهود الرئيس مبارك على الساحتين الداخلية والخارجية والتي كان لها اثر ايجابى فعال في الأحداث الجارية. وأشار المركز في حيثيات منحه الرئيس مبارك لقب شخصية عام 2005 إلى جهود ه لجمع الشمل العربى، ودعم القضية الفلسطينية والشعب الفلسطينى، 

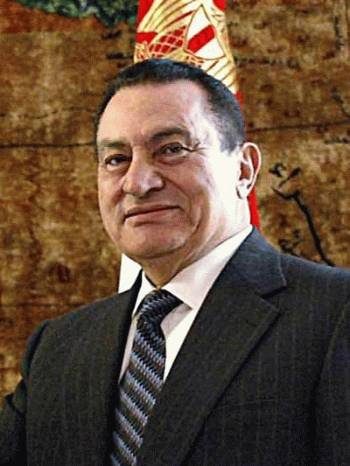
الرئيس حسني مباركوسعيه

 بعقلانية لتحقيق الأمن والسلام في المنطقة خاصة تقريب وجهات النظر لدعم وحدة واستقرار العراق وانهاء احتلال الاجنبى لاراضيه. وقراره التاريخي بتعديل المادة 76 الخاصة بالانتخاب الحر المباشر لمنصب رئيس الجمهورية، واجراء الانتخابات البرلمانية بمنتهى الشفافية والديمقراطية ضمن المنظومة التي بدأها لاجراءات إصلاحات سياسية في مصر وهو الامر الذي يتم للمرة الأولى في دولة عربية.

### في مطلع العام الجديد الإنفجارات تهز بغداد
انفجار ثلاث سيارات مفخخة وعبوة ناسفة في بغداد بأول أيام العام الجديد 2006.السيارة الأولى التي كان يقودها انتحاري، انفجرت بمنطقة المسبح في الكرادة وسط العاصمة ما أدى إلى إصابة اثنين بجروح.والسيارة الثانية فقد كانت متوقفة قرب سينما في منطقة بغداد الجديدة جنوب شرق العاصمة، وانفجرت دون أن توقع خسائر بالأرواح. السيارة الثالثة كانت متوقفة في شارع المغرب بمنطقة الأعظمية شمال بغداد، وانفجرت في دورية للجيش العراقي ما أدى إلى إلحاق أضرار بعدد من السيارات وانفجرت عبوة ناسفة بدورية للشرطة بأحد التقاطعات بالقرب من معسكر الرشيد ما أدى إلى إصابة اثنين من رجال الشرطة وإعلان الجيش الأميركي مقتل أحد جنوده في هجوم جنوب بغداد ليودع العام 2005 بحصيلة قتلى جديدة بلغت 2175 منذ اجتياح العراقوقتل 13 عراقيا أمس بينهم تسعة مدنيين وأصيب آخرون بجروح جراء هجمات متفرقة، كما عثر على 10 جثث مجهولة الهوية جنوب بغداد حسب مصادر أمنية.

### جراحة في قلب شارون الخميس القادم
صحيفة هآرتس الإسرائيلية نشرت أن رئيس الوزراء الإسرائيلي أرييل شارون (78 عاما) سيخضع يوم الخميس لجراحة في القلب لعمل قسطرة في مستشفى هداسا في القدس.لإصلاح الثقب الذي اكتشف أثناء معالجته في المستشفى عقب إصابته بجلطة دماغية بسيطة.

### العلاج بالماء آخر صيحة باليابان
أعلن الاتحاد الياباني لعلاج الامراض نجاح التجربة اليابانية في العلاج بالماء، وهي شرب 4 أكواب فور الاستيقاظ مع عدم تناول أي أطعمة أو سوائل أخرى قبل مضى 45 دقيقة يساعد على الشفاء من 12 مرضا من بينها الصداع وضغط الدم والانيميا والسعال والربو.

### تأخير التوقيت العالمي ثانية
الأستراليون أول من استقبل العام الجديد بين سكان الكرة الأرضية وستكون ليلة رأس السنة هذه المرة أطول من الليالي التي سبقتها بثانية واحدة بسبب إعادة ضبط التوقيت العالمي كما أعلن مرصد باريس ضبط الوقت في الأول من يناير 2006, ويفترض تأخير الساعة ثانية واحدة قبل منتصف الليل.وكانت المرة الأخيرة التي تم فيها تأخير ضبط الوقت ثانية واحدة إلى الأول من يناير 1996. وستتيح زيادة هذه الثانية المضافة إلى توقيت جرينتش العالمي إزالة الفارق بين التوقيت العالمي المنسق -الذي يحتسب بواسطة 250 ساعة ذرية حول العالم- وتوقيت الليل والنهار الذي يحدده دوران الأرض حول نفسها عندما «يتباطيء على المدى الطويل بسبب جاذبية الشمس والقمر بصورة رئيسية» واضطرابات ناجمة عن المكونات الداخلية للأرض والخارجية كالجو والمحيطات.
وعندما يصل الفارق بين التوقيت العالمي المنسق وتوقيت دوران الأرض إلى ثانية يتم زيادة هذه الثانية بنهاية السنة بموجب اتفاق دولي تم توقيعه عام 1972. وحتى 1960 كان تعريف الثانية أنها جزء من 86400 من اليوم الشمسي المتوسط لسنة 1900. أما اليوم فتعريفها يعرف بوصفه جزءا من أكثر من تسعة مليارات دورة من الإشعاع الصادر لدى الانتقال بين مستويين في ذرة السيزيوم 133 بالساعات الذرية.